# Grammatica inglese
La grammatica inglese è l'insieme delle norme morfologiche e sintattiche che regolano la lingua inglese. Essa presenta varie affinità con le grammatiche di lingue come l'olandese, il frisone, lo svedese, il danese, lo scozzese, il norvegese e il tedesco, poiché fanno parte dello stesso ramo (il gruppo germanico) delle lingue indoeuropee.

## Pronomi personali

### Soggetto
I pronomi personali soggetto inglesi sono gli stessi dell'italiano, ovvero i seguenti:
| Persona | Persona | Pronome    | Pronuncia                  | Equivalente italiano | Note |
| ------- | ------- | ---------- | -------------------------- | -------------------- | --- |
| Sing.   | 1ª      | I          | [aɪ] ⓘ                     | io                   | Viene scritto sempre maiuscolo. |
| Sing.   | 2ª      | you (thou) | [ju], [jʊ], [jə] ⓘ [ðaʊ] ⓘ | tu                   | In inglese moderno, il pronome personale you è sia singolare sia plurale; fino all'Early Modern English, esisteva una distinzione fra thou, singolare (tu), e you, plurale (voi). Attualmente thou e la sua forma oggetto thee sopravvivono, in parte, nel linguaggio liturgico cristiano. Nell'inglese di oggi non esiste una forma di cortesia. |
| Sing.   | 3ª      | he she it  | [hi] ⓘ [ʃi] ⓘ [ɪt] ⓘ       | egli ella esso/essa  | Per persone di sesso maschile. Per persone di sesso femminile. Per indicare animali, oggetti, concetti astratti. |
| Plur.   | 1ª      | we         | [wi] ⓘ                     | noi                  | |
| Plur.   | 2ª      | you        | [ju], [jʊ], [jə] ⓘ         | voi                  | Uguale alla corrispettiva forma singolare. |
| Plur.   | 3ª      | they       | [ðeɪ] ⓘ                    | essi/loro            | Per persone di entrambi i sessi, animali, oggetti, concetti astratti. |

In inglese il soggetto viene sempre espresso; di solito, è omesso soltanto al modo imperativo.

### Complemento oggetto
I pronomi personali complemento oggetto rispondono alle domande "chi?", "che cosa?". In inglese, sono i seguenti:
| Persona | Persona | Pronome           | Pronuncia                 | Equivalente italiano       | Note |
| ------- | ------- | ----------------- | ------------------------- | -------------------------- | --- |
| Sing.   | 1ª      | me                | [mi] ⓘ                    | mi/me                      | |
| Sing.   | 2ª      | you (thee)        | [ju], [jʊ], [jə] ⓘ [ði] ⓘ | ti/te                      | La forma attualmente usata è uguale alla forma plurale e alla forma soggetto. Fino all'Early Modern English, esisteva una distinzione fra thou, singolare (tu), e you, plurale (voi). Attualmente thou e la sua forma oggetto thee sopravvivono, in parte, nel linguaggio liturgico cristiano. |
| Sing.   | 3ª      | him her it [them] | [hɪm] ⓘ [hɜ(r)] ⓘ [ɪt] ⓘ  | lo/gli/lui la/le/lei lo/la | Per persone di sesso maschile. Per persone di sesso femminile. Per indicare animali, oggetti, concetti astratti. |
| Plur.   | 1ª      | us                | [ʌs] ⓘ                    | ci                         | |
| Plur.   | 2ª      | you               | [ju], [jʊ], [jə] ⓘ        | vi                         | Uguale alla corrispondente forma singolare e la forma soggetto. |
| Plur.   | 3ª      | them              | [ðɛm], [ðəm] ⓘ            | li/le/loro                 | Per persone di entrambi i sessi, animali, oggetti, concetti astratti. |

Note
- In presenza di verbi transitivi, essi vanno posti solitamente dopo il verbo.

#### Esempi
- We love him.
Lo amiamo. (Amiamo lui.)
- You called us.
Ci hai chiamato. (Hai chiamato noi.)
- She wants them.
Ella li/le vuole.
- Give me your book.
Dammi il tuo libro.

### Possessivi

#### Aggettivi possessivi
Quelli che in italiano funzionano come aggettivi possessivi, in inglese sono un tipo di pronome. Infatti, vengono a volte chiamati weak possessive pronouns ("pronomi possessivi deboli") poiché non funzionano come altri aggettivi, nel senso che sostituiscono e non sono mai accompagnati da altri modificatori. Perciò, in inglese gli aggettivi possessivi non sono mai accompagnati dall'articolo; tuttavia si può trovare l'articolo indeterminativo usato coi pronomi possessivi nella particolare costruzione del doppio genitivo. Per esempio: a friend of mine ("un mio amico").
| Persona | Persona | Pronome             | Pronuncia                | Equivalente italiano                                                                       | Note |
| ------- | ------- | ------------------- | ------------------------ | ------------------------------------------------------------------------------------------ | --- |
| Sing.   | 1ª      | my                  | [mɑɪ̯] ⓘ                  | mio, mia, miei, mie                                                                        | |
| Sing.   | 2ª      | your (thy)          | /jɔː(r)/ ⓘ ascolta ⓘ     | tuo, tua, tuoi, tue                                                                        | nella forma attuale uguale alla forma plurale Thy sopravvive soltanto nel linguaggio liturgico cristiano. |
| Sing.   | 3ª      | his her its [their] | [hɪz] ⓘ [hɜ(r)] ⓘ /ɪʦ/ ⓘ | suo, sua, suoi, sue, (di lui) suo, sua, suoi, sue, (di lei) suo, sua, suoi, sue, (di esso) | per persone di sesso maschile per persone di sesso femminile indica animali, oggetti, concetti astratti   |
| Plur.   | 1ª      | our                 | [ˈɑʊ̯ə(r)] ⓘ              | nostro, nostra, nostri, nostre                                                             | |
| Plur.   | 2ª      | your                | [joː(r)] ⓘ               | vostro, vostra, vostri, vostre                                                             | uguale alla forma singolare                                                                               |
| Plur.   | 3ª      | their               | [ðeə̯(r)] ⓘ               | loro                                                                                       | per persone di entrambi i sessi, animali, oggetti, concetti astratti                                      |

Note
- Diversamente dall'italiano, in cui il genere degli aggettivi concorda con l'oggetto posseduto, in inglese il genere degli aggettivi concorda con il possessore (benché ciò si avverta solo per la terza persona singolare, in quanto è l'unica coniugata). A esempio, dicendo his father, his girlfriend, his book (rispettivamente suo padre, la sua ragazza, il suo libro), si intende che il possessore è maschio e non importa il genere di ciò che accompagna l'aggettivo possessivo. Questa caratteristica comporta che in inglese l'aggettivo possessivo alla terza persona singolare contenga un'informazione aggiuntiva sul genere del possessore che in italiano invece manca: a esempio, dalla costruzione her boat si capisce che il possessore è di genere femminile, mentre in italiano la sua barca non lascia indizi sul fatto che il possessore sia maschile o femminile (sua potrebbe significare di lei, ma anche di lui).

##### Esempi
- Where is your school?
Dov'è la tua/vostra scuola?
- His brother is a firefighter.
Suo fratello è vigile del fuoco. (Il fratello di lui è vigile del fuoco.)
- Our house has three bedrooms.
La nostra casa ha tre camere da letto.
- Their car is very nice.
La loro macchina è bellissima.

#### Pronomi possessivi
Il pronome possessivo è un elemento che non ha bisogno di alcun sostantivo, in quanto lo sostituisce. Si dice possessivo poiché si riferisce al possesso materialistico di un oggetto a livello personale. I pronomi possessivi inglesi sono:
| Persona | Persona | Pronome               | Pronuncia               | Equivalente italiano | Note |
| ------- | ------- | --------------------- | ----------------------- | --- | --- |
| Sing.   | 1ª      | mine                  | [mɑɪ̯n̪] ⓘ                | il mio, la mia, i miei, le mie                                                                                              | |
| Sing.   | 2ª      | yours (thine)         | [joːz] ⓘ [ðæɪ̯n̪] ⓘ       | il tuo, la tua, i tuoi, le tue                                                                                              | nella forma attuale uguale alla forma plurale. Thine sopravvive soltanto nel linguaggio liturgico cristiano. |
| Sing.   | 3ª      | his hers its [theirs] | [hɪz] ⓘ [hɜːz] ⓘ [ɪʦ] ⓘ | il suo, la sua, i suoi, le sue, (di lui) il suo, la sua, i suoi, le sue, (di lei) il suo, la sua, i suoi, le sue, (di esso) | per persone di sesso maschile per persone di sesso femminile indica animali, oggetti, concetti astratti      |
| Plur.   | 1ª      | ours                  | [ˈɑʊ̯əz] ⓘ               | il nostro, la nostra, i nostri, le nostre                                                                                   | |
| Plur.   | 2ª      | yours                 | [jɔːz] ⓘ                | il vostro, la vostra, i vostri, le vostre                                                                                   | uguale alla forma singolare                                                                                  |
| Plur.   | 3ª      | theirs                | [ðeə̯z] ⓘ                | il/la/li/le loro | per persone di entrambi i sessi, animali, oggetti, concetti astratti                                         |

Note
- Come per gli aggettivi, il genere dei pronomi della terza persona singolare concorda col possessore e non con la cosa posseduta.

##### Esempi
- My T-shirt is red and yours is yellow
La mia maglia è rossa e la tua è gialla.
- My pen doesn't write very well, whereas his / hers does.
La mia penna non scrive molto bene, invece la sua sì.
- Our car is blue, but theirs is brown.
La nostra macchina è blu, ma la loro è marrone.

### Riflessivi
I pronomi riflessivi servono a riproiettare un'azione sul soggetto agente e si accordano in numero con esso. Sono i seguenti:
| Persona | Persona | Pronome                           | Equivalente italiano                        | Note |
| ------- | ------- | --------------------------------- | ------------------------------------------- | --- |
| Sing.   | 1ª      | myself                            | mi, me stesso/a                             | |
| Sing.   | 2ª      | yourself (thyself)                | ti, te stesso/a                             | thyself sopravvive soltanto nel linguaggio liturgico cristiano                                          |
| Sing.   | 3ª      | himself herself itself [themself] | si, se stesso si, se stessa si, se stesso/a | per persone di sesso maschile per persone di sesso femminile indica animali, oggetti, concetti astratti |
| Plur.   | 1ª      | ourselves                         | ci, noi stessi/e                            | |
| Plur.   | 2ª      | yourselves                        | vi, voi stessi/e                            | |
| Plur.   | 3ª      | themselves                        | si, se stessi/e                             | per persone di entrambi i sessi, animali, oggetti, concetti astratti                                    |

#### Uso
Così come in italiano, i pronomi riflessivi in inglese indicano che l'oggetto complemento di un'azione è uguale al soggetto. Per esempio:
- I cut myself while I was cooking dinner. — Mi sono tagliato mentre stavo preparando la cena.
- She makes herself a nice salad for lunch. — Per pranzo lei si prepara una bella insalata.

Da notare che mentre alcuni verbi in italiano richiedono il pronome riflessivo, questo in inglese può essere omesso, in quanto è sottinteso nell'azione. Questo succede spesso quando l'azione è infatti passiva o intransitiva. Per esempio:
- The butter ∅ melted. — Il burro si è sciolto.

Il pronome riflessivo si usa anche dopo una preposizione in un imperativo esortativo. Per esempio:
- Take care of yourself. — Abbi cura di te.

I pronomi riflessivi indicano anche il significato di "fare da soli" o un utilizzo enfatico in accordo col soggetto. Per esempio:
- She made her dress by herself. — Si è fatta l'abito da sola.
- You yourself saw what happened. — Tu stesso hai visto cos'è successo

#### Pronomi reciproci
I pronomi che specificano un'azione reciproca fra due persone è each other oppure one another. Per esempio:
- We've known each other / one another for many years. — Ci conosciamo da molti anni.
- They hugged each other tightly. — Si sono abbracciati forte.

## Sostantivi

### Formazione del plurale dei sostantivi
Normalmente il plurale dei sostantivi si forma aggiungendo una -s finale al nome singolare. La -s diventa però -es con parole che terminano per -s, -ch, -sh, -x ,-o e talvolta -z (esempio: beach, beaches). Quando un sostantivo finisce per -y, occorre vedere se tale lettera è preceduta da vocale o da consonante; se è preceduta da vocale, si aggiunge una semplice -s; se, invece, è preceduta da consonante, la -y si trasforma in -i + -es (esempio: baby, babies; toy, toys).
Anche ai sostantivi che finiscono per -o si aggiunge -es (esempio: tomato, tomatoes), a eccezione delle parole di origine non germanica (esempio: video, videos; photo, photos, parole di origine latina).
Esiste una categoria di animali che presenta una forma invariata sia al singolare, sia al plurale (esempio: sheep, sheep; fish, fish; reindeer, reindeer).

### Plurali irregolari
Vi sono naturalmente anche in inglese dei plurali irregolari. I più frequenti sono:
| Singolare | Plurale     | Significato |
| --------- | ----------- | ----------- |
| man       | men         | uomo        |
| woman     | women       | donna       |
| child     | children    | bambino     |
| person    | people      | persona     |
| foot      | feet        | piede       |
| tooth     | teeth       | dente       |
| ox        | oxen        | bue         |
| louse     | lice        | pidocchio   |
| mouse     | mice        | topo        |
| goose     | geese       | oca         |
| sheep     | sheep       | pecora      |
| deer      | deer        | cervo       |
| fish      | fish fishes | pesce       |

Note
1. ↑  La parola woman subisce un cambio di pronuncia diverso da quello tra man e men, per es. woman /ˈwʊmən/ⓘ in women /ˈwɪmɪn/ⓘ.
2. ↑  La parola people significa anche "gente". Esiste anche il plurale regolare persons, tipicamente limitato ai registri legali e formali, che tende a riferirsi a più persone come individui piuttosto che come gruppo.

#### Finale in -f(e)
Alcune parole che finiscono per -f o -fe subiscono la trasformazione in v + es. Altre invece, pur finendo nella stessa maniera, prenderanno una semplice -s, in quanto hanno subito un'evoluzione diversa.
| Singolare                    | Plurale                 | Significato             |
| Trasformazione presente      | Trasformazione presente | Trasformazione presente |
| ---------------------------- | ----------------------- | ----------------------- |
| leaf                         | leaves                  | foglia                  |
| knife                        | knives                  | coltello                |
| life                         | lives                   | vita                    |
| wolf                         | wolves                  | lupo                    |
| wife                         | wives                   | moglie                  |
| thief                        | thieves                 | ladro                   |
| calf                         | calves                  | vitello                 |
| half                         | halves                  | mezzo                   |
| sheaf                        | sheaves                 | covone                  |
| Trasformazione assente       |                         |                         |
| roof                         | roofs                   | tetto                   |
| chief                        | chiefs                  | capo                    |
| safe                         | safes                   | cassaforte              |
| Parole con entrambe le forme |                         |                         |
| dwarf                        | dwarfs dwarves          | nano                    |
| hoof                         | hoofs hooves            | zoccolo di cavallo      |
| turf                         | turfs turves            | piota                   |
| wharf                        | wharfs wharves          | banchina                |

### Sostantivi numerabili e non numerabili
Si dice "sostantivo numerabile" (countable noun, count noun) quando di esso si possono contare le singole unità, mentre si dice "sostantivo non numerabile" (uncountable noun, non-count noun, mass noun) quando esso possiede solo il singolare, al contrario del sostantivo numerabile, che ha anche il plurale. I sostantivi non numerabili sono spesso costituiti da sostanze liquide, materie prime o da categorie:
- gas (gas, [U.S. anche benzina]) è uncountable se si riferisce allo stato gassoso della materia o a una generica quantità di gas ("C'era una gran quantità di gas" "There was a lot of gas"), mentre è countable quando si riferisce a tipi diversi di composti chimici gassosi (es. "idrogeno e elio sono due gas" "Hydrogen and helium are two gasses")
- clothes (abbigliamento) è plurale e uncountable;
- chair (sedia) è countable;
- money (denaro) è uncountable
- coin (moneta) è countable;
- note (appunto) è countable;
- table (tavolo) è countable;
- wall (muro) è countable;
- house (casa) è countable;
- wood (legno) è uncountable;
- salt (sale) è uncountable;
- oil (petrolio) è uncountable ;
- sugar (zucchero) è uncountable;
- wool (lana) è uncountable.

### Noun + noun
- In inglese si possono usare due sostantivi per significare una cosa, persona, idea ecc. Il primo nome è come un aggettivo e ci dice quale genere di cosa, persona, idea è.[1]

Esempi. A bus driver = the driver of a bus. Income tax = a tax you pay on your income. My life story = the story of my life.
- Talvolta il primo termine finisce in -ing.

Esempi. A frying pan = a pan for frying. A washing machine = a machine for washing.
- Ci possono essere anche più di due sostantivi insieme.

Esempi. I waited at the hotel reception desk. We watched the World Football Championship on TV.

### Suffissi di nomi e aggettivi
- Suffissi in -er e -or per sostantivi: indicano colui o la cosa che compie l’azione espressa dal verbo. Possono anche indicare una persona che è specializzata in un determinato àmbito.

Esempi. To read (= leggere) → reader (= lettore). To work (= lavorare) → worker (= lavoratore). To run (= correre) → runner (= corridore). To play (= giocare) → player (= corridore). To translate (= tradurre) → translator (= traduttore). To operate (= operare) → operator (= operatore). To act (= recitare) → actor (= attore).
- Generano sostantivi astratti i seguenti suffissi: -ance, -ence, -ment, -tion, -sion, -ity, - ness, -hood, -ship.

Esempi. Da verbi: To allow (= permettere, concedere) → allowance (= concessione). To maintain (= mantenere) → maintenance (= manutenzione). To emerge (= comparire) → emergence (= comparsa). To exist (= esistere) → existence (= esistenza). To enjoy (= divertirsi) → enjoyment (= divertimento). To employ (= assumere) → employment (= assunzione). To destroy (= distruggere) → destruction (= distruzione). Da aggettivi: happy (= felice) → happiness (= felicità) . Shy (= timido) → shyness (= timidezza). Thoughtful (= riflessivo) → thoughtfulness (= riflessione). Da sostantivi: boy (= ragazzo) → boyhood (= adolescenza maschile). Neighbour (= vicino) → neighbourhood (= vicinato). Like (= simile, uguale) → likelihood (= probabilità). Brother (= fratello) → brotherhood (= fratellanza). Owner (= proprietario) → ownership (= proprietà). Friend (= amico) → friendship (= fratellanza). Leader (= guida) → leadership (= comando). 
- Il suffisso -eer forma un sostantivo che indica una persona specializzata in un determinato settore. (Es.: engine = motore → engineer = ingegnere).
- Il suffisso -ing misto sostantivo /verbo indica l'esito di un'azione. (Es.: to draw = disegnare → drawing = disegno. To meet = incontrare → meeting = incontro. To read = leggere → reading = lettura).
- Il suffisso -ist verbo/aggettivo/sostantivo forma un sostantivo che indica colui che si occupa di una certa cosa. (Es.: Piano → Pianist = Piano → Pianista. Economics → Economist = economia → economista).
- Il suffisso -less di un sostantivo è privativo. (Es.: thought = pensiero → thoughtless = sconsiderato. Help = aiuto → helpless = senza aiuto. Law = legge → lawless = senza legge, illegale. Home = casa → homeless = senza casa, senzatetto).
- Il suffisso -ful si aggiunge ad un sostantivo per formare l'aggettivo corrispondente. (Es.: hope = speranza  → hopeful = speranzoso. Power = potenza, potere  → powerful = potente).
- Si possono anche incontrare sostantivo + ful + ness. Ad esempio: helpfulness = utilità, premura.

### Alcuni nomi con preposizioni
I sostantivi, in inglese, possono essere seguiti da preposizioni diverse dall'italiano. Si riportano alcuni esempi.
- A demand, a need, a reason FOR...
- A cause, a picture, a photo, a photograph, a map, a plan, a drawing, an advantage, a disadvantage OF...
- An increase, a decrease, a rise, a fall IN (prices, etc.).
- A damage, an invitation, a solution, a key (to a door), an answer, a reply, a reaction, an attitude[3] TO...
- A relationship, a connection, a contact WITH...
- A relationship, a connection, a contact, a difference BETWEEN due cose o persone.

## Articoli

### Articolo determinativo
L'articolo determinativo è indicato da the e anche qui, come nella maggior parte delle regole della grammatica inglese, non ci sono vincoli di genere e numero. Esso ha forma invariata, tranne quando è seguito da una parola che comincia per vocale: in quel caso cambia pronuncia. L'articolo determinativo serve a indicare l'esatta natura di un oggetto o di una persona. Ogni volta che c'è bisogno di specificare l'identità si adopera l'articolo, mentre, qualora la sua identità risulti inconfondibile, si considera superfluo metterlo. Quando si parla in generale di una cosa o di una persona, si tende a ometterlo.

#### Pronuncia
L'articolo determinativo ha due pronunce diverse dipendenti dalla sua posizione:
- Davanti a vocali o quando viene sottolineato come parola distinta: [ðiː]ⓘ
- Davanti a consonanti e in posizioni atone di una frase: [ðə]ⓘ

#### Uso
I casi in cui si mette l'articolo determinativo the:
- in presenza di sigle (the BBC);
- davanti a cose di cui esiste un solo esemplare: the world, the sky, the universe, the sea, the sun, the ground, the moon, the earth[4], the country, the eqauator, the end of this month ecc. Space va senza articolo nel senso di "cosmo" (there are millions of stars in space), mentre va con l'articolo nel senso di "spazio, zona" (the space for my car is too small);
- con i superlativi relativi: the oldest, the smallest etc.
- davanti ai popoli che fanno parte di una nazione (the Chinese);
- con le monete: the dollar, the euro etc.
- davanti a un cognome plurale (the Simpsons);
- davanti a gruppi di isole (the Canaries) o a catene montuose (the Alps, the Urals, the Rock Mountains, the Carpathians etc.);
- davanti a nome di nazione preceduto dai sostantivi Republic (the Czech Republic) o Kingdom (the United Kingdom);
- davanti a organizzazioni (the UN);
- davanti ai nomi di navi (the Titanic);
- davanti ai documenti (the Constitution);
- davanti ai titoli ufficiali (the Prime Minister; tuttavia si può dire: Prime Minister David Cameron);
- davanti ai nomi di giornali (the Times);
- davanti ad alcuni nomi di Paesi al plurale (the U.S., the Netherlands);
- davanti ai nomi di fiumi (the [river] Thames, the Mississippi [River]), deserti (the [desert] Sahara), mari e oceani (the Mediterranean [Sea], the Atlantic [Ocean] ), canali (the Suez Canal);
- davanti all'apparecchio televisivo, radio, telefono (the TV, the radio, the phone) e Internet (the Internet);
- con gli aggettivi sostantivati: the old, the elderly, the rich, the poor, the homeless, the unemployed, the sick, the injured, etc.
- si dice to go to the cinema, to the theatre;
- si dice the same;
- davanti a nomi di hotel, teatri, cinema, musei o altri importanti edifici (the Sheraton Hotel, the Palace Theatre, the National Gallery, the Tour Eiffel, the White House, etc.);
- davanti a nomi di edifici unici: the Pentagon, the Kremlin, the Acropolis, etc.

I casi in cui si omette l'articolo determinativo the:
- davanti a TV quando ci riferiamo alla televisione (on TV[5]);
- davanti a titoli o nomi specifici (Mr. Jones);
- davanti alle date (in 1994);
- davanti ai colori (green and red);
- davanti ai pasti (lunch and breakfast);
- davanti ai giorni della settimana (on Monday);
- davanti alle sostanze (butter and jam);
- davanti alla maggior parte dei nomi di Paesi (Italy and France);
- davanti ai numeri dei binari (at platform 5) o alle misure di vestiti, calzature (in seize 38, 43, etc.);
- con home: to be at home; to go home, to come home, to arrive home, to get home;
- con le espressioni: to go to bed / to work;
- con continenti, stati, isole, città, montagne singole, laghi (Africa, Italy, Sicily, Cairo, Everest, Lake Garda, etc.;
- con gli aggettivi northern (settentrionale), southern (meridionale), western (occidentale), eastern (orientale): in nothern America, in southern Europe, ecc. Ma i punti cardinali si usano con l'articolo: the south, the north, the east, the west;
- se il primo vocabolo è il nome di un luogo o di una persona (es. : we are going to [senza the]: Victoria Station, Trafalgar Square, Buckhingham Palace, Cambridge University, Sydney Harbour, etc.);
- con compagnie aeree, gruppi industriali e finanziari (Kodak, Fiat, IBM, Singapore Airlines etc.);
- con chiese nominate dopo il nome del santo (St John's church; St. Patrick's Cathedral etc.);
- con negozi, ristoranti, hotel, nominati dopo il nome proprio (McDonald's, Joe's Diner etc.).

### Articolo indeterminativo
L'articolo indeterminativo rende la natura di un oggetto o di un sostantivo vaga o generica. In inglese esso è dato da a o an: si mette a davanti a una parola che comincia per suono consonantico; si mette, invece, an davanti a una parola che comincia per suono vocalico. Pertanto, sostantivi come university o uniform richiedono a, perché, sebbene la lettera iniziale sia u, il suono iniziale è in realtà la semi-consonante /j/. Analogamente, hour richiede an, perché, sebbene la lettera iniziale sia h, essa è muta e il primo suono è quindi vocalico; a differenza, per esempio, di hotel, dove la h è pronunciata, e quindi si dirà a hotel.

#### Pronuncia
Entrambi gli articoli indeterminativi hanno due pronunce diverse dipendenti dalla loro posizione:
- L'articolo an (usato davanti a suono vocale o la <h> muta)
  - Forma tonica: [æn]ⓘ
  - Forma atona: [ən, n̪̍]ⓘ (qui si può ascoltare la pronuncia di "an egg", un uovo)
- L'articolo a (usato davanti a suono consonante o semiconsonante)
  - Forma tonica: [eɪ̯]ⓘ
  - Forma atona: [ə]ⓘ

#### Uso
L'articolo indeterminativo si utilizza in questi casi:
- per lasciare nel non-determinato un oggetto o una cosa
- per denotare una professione o un ruolo sociale
- per indicare una frequenza o una quantità

#### Esempi
- a pen — una penna
- He's a doctor. — Lui è un dottore.
- I'm a student. — Sono uno studente.
- once a week, twice a week, three times a week — una, due, tre volte alla settimana
- three euros a kilogram — tre euro al chilogrammo

L'articolo indeterminativo ha solo il singolare, per cui non può mai essere usato per sostantivi plurali.

### Articolo partitivo
Il partitivo indica una parte di una totalità. Viene indicato da some, any e no. Nelle frasi affermative si utilizza some, mentre in quelle negative e interrogative si adopera any. L'utilizzo di no annulla l'effetto partitivo e va usato esclusivamente in frasi affermative con totale valore di negatività. Qualora nelle frasi interrogative si offre qualcosa oppure si dà per scontato una risposta affermativa verso qualcosa, si utilizza some invece di any.
Nota: La dizione di articolo partitivo è comunque legata alla grammatica italiana e francese, dato che la maggior parte dei dizionari indicano any e some come aggettivi.

#### Esempi
- There's some milk in the fridge.
C'è del latte nel frigo.
- There isn't any milk in the fridge.
Non c'è del latte nel frigo.
- Is there any milk in the fridge?
C'è del latte nel frigo?
- There's no milk in the fridge.
Non c'è latte nel frigo.
- Would you like some coffee?
Gradireste del caffè?
- Yes, I'd like some.
Sì, ne gradirei un po'.

### Aggettivi dimostrativi
Gli aggettivi dimostrativi servono a indicare la vicinanza o la lontananza di un oggetto, di una persona o di un animale rispetto alla posizione del parlante. Essi si accordano in numero (unico caso nella lingua inglese) con il sostantivo a cui si riferiscono. Essi sono:
- This (sing.) e these (plur.) per indicare la vicinanza ("questo, questa" e "questi, queste");
- That (sing.) e those (plur.) per indicare la lontananza ("quello, quella" e "quelli, quei, quegli, quelle").

- Quando sono uniti un aggettivo dimostrativo o l'articolo ed un possessivo, l'inglese si comporta diversamente dall'italiano ed usa la seguente struttura: aggettivo dimostrativo o articolo + sostantivo + of + pronome possessivo. Ad esempio "questo mio amico" si traduce this friend of mine; "un loro amico" si traduce a friend of theirs.

### Quantificatori
I quantificatori servono ad aumentare o diminuire la quantità di un sostantivo numerabile o non. Si possono usare dei quantificatori in senso maggioritario, ossia andando ad incrementare la quantità di un elemento. Davanti a un sostantivo non numerabile si mette much (molto), mentre davanti ad un sostantivo numerabile si mette many (molti). Si può utilizzare indistintamente, sia davanti a sostantivo numerabile che non, a lot of (molto, molti). In senso minoritario, ossia laddove si va a togliere quantità ad un elemento, si mette little (poco) se il sostantivo è innumerabile; se, invece, è numerabile, si mette few (pochi).

### Il comparativo
Il comparativo presuppone un paragone fra due termini. Il primo o secondo termine viene introdotto da than per quanto concerne il comparativo di maggioranza e di minoranza, mentre viene introdotto da as nel comparativo di uguaglianza.
- Comparative of majority

Occorre analizzare la natura dell'aggettivo: se esso è monosillabico, di solito viene aggiunto il suffisso -er (esempio: tall, taller; fat, fatter). Se l'aggettivo è bisillabico, ci sono due modi di formare il comparativo: o aggiungendo -er (esempio: easy, easier), o in qualche caso anche anteponendo all'aggettivo more. Se l'aggettivo è polisillabico, esso di solito è preceduto da more (esempio: interesting, more interesting; beautiful, more beautiful).
- Comparative of minority

Si antepone sempre less davanti all'aggettivo, qualsiasi sia la sua natura (esempio: mad, less mad; easy, less easy; interesting, less interesting), ma occorre osservare che esso è poco usato e quasi sempre sostituito da quello di maggioranza.
- Comparative of equality

Si antepone all'aggettivo as, e lo si pospone anche, qualsiasi sia la sua natura (esempio: fat: as fat as. Easy: as easy as. Beautiful: as beautiful as). Nella forma negativa, si può sostituire il primo as con so, o lasciare intatto (esempio: fat, not as/so fat as).

### Il superlativo
La forma superlativa è una forma eccelsa di una cosa o di una persona. Esistono due tipi di superlativo: assoluto e relativo. 
Il superlativo relativo si forma anteponendo the most all'aggettivo, questo vale per gli aggettivi lunghi due o più sillabe; le preposizioni che lo seguono sono in (per i luoghi) e of (tra le persone). Si forma anche aggiungendo -est all'aggettivo stesso, di una sillaba o anche di due (quindi quelli di due sillabe seguono l'una o l'altra regola).  A differenza dell'italiano, in inglese non esiste una forma per il superlativo assoluto, cosicché si ricorre a delle perifrasi (e.g. very interesting = molto interessante.)

### Comparativi e superlativi irregolari e con nomi
- Sono irregolari i seguenti comparativi e superlativi:

bad (cattivo) worse; the worst
good (buono)  better;  the best
far (lontano) further / farther. The furthest / farthest.
- Per comparare sostantivi si usa more.....than per il comparativo di maggioranza, less (con uncountable nouns) o fewer (con countable nouns)....than per quello di minoranza. Il comparativo di uguaglianza si fa con as much...  as con sostantivi singolari, as many...as con sostantivi numerabili.[7]

Esempi. Rome has more historic buildings than London (= Roma ha più monumenti storici di Londra). There's less space in this classroom than in the other room (= c'è meno spazio in classe che nelle altre stanze). There are fewer students in my class than in yours (= ci sono meno studenti nella mia classe che nella tua). There is as much fruit as bread on the table (= c'è tanta frutta quanto pane sul tavolo). There are as many boys as girls (= ci sono tanti ragazzi quante ragazze).

## Il genitivo sassone
Il genitivo sassone indica un rapporto di appartenenza in cui sono presenti due elementi: un possessore e una cosa posseduta. Esso è contraddistinto da ‘s, che andrà al possessore.

### Esempi
- The boy's coat;
- The boys' coats;
- The girl's skirt;
- The girls' skirts;
- Charles'(s) party (in questo caso cambia la pronuncia in quanto il nome finisce per -s. La s in parentesi non è sempre presente, ma è consigliata da diversi manuali di stile).

Vi è inoltre un utilizzo particolare del genitivo sassone, ovvero quando sta a indicare un domicilio presso il quale una persona vive (esempio: Stiamo andando da Mary, We are going to Mary's) e, nell'inglese britannico, quando indica un negozio presso il quale una persona esercita una determinata professione (esempio: Sta andando dal panettiere, She's going to the baker's [U.S. to the bakery]).
Il genitivo sassone si usa per indicare un possesso ed è costituito da una 's che segue il nome del possessore.
Esempio:
Paul's sister (la sorella di Paul).
Il possessore si trova sempre davanti alla cosa posseduta. Se il nome è un plurale terminante in -s, solo l'apostrofo indica la presenza del genitivo sassone.
The girls' club, the men's club. 
Se i possessori sono più di uno solo l'ultimo nome è seguito dalla s del genitivo sassone.
Jack and John's mother.

### Il doppio genitivo
Il doppio genitivo è la peculiare combinazione inglese in cui due diversi marcatori possessivi sono impiegati contemporaneamente. Ciò si verifica quando un inflectional genitive serve come oggetto del periphrastic genitive. 
Storicamente, questa costruzione è talvolta chiamata cumulative genitive, pleonastic genitive o doppio possessivo.
Per formare un doppio genitivo, sono necessari due diversi tipi di possessivo:
Questi sono genitivi flessivi (cioè, quelli segnati per caso):
pronomi possessivi: mine, thine, his, hers, its, ours, yours, theirs
sostantivi possessivi: Sam's, Alice's, James's, Italy's, the town's, the queen's, my friends'
sintagmi nominali possessivi contrassegnati con il genitivo sassone: the Queen of England's
Questi sono periphrastic genitive (cioè, formati con la preposizione of):
of Italy, of Sam
of the town
of me, of us, of them
E questi sono doppi genitivi, che combinano entrambi i tipi di possessivo:
a friend of Sam's
a friend of ours
Questo produce opposte coppie in contrasto di significato, la forma semplice contrasto e poi la forma raddoppiata con la sfumatura ulteriore di aggiunta di proprietà:
a picture of me vs. a picture of mine
a picture of Sam vs. a picture of Sam's
a picture of the town vs. a picture of the town's
Nel primo caso di ogni coppia, il dipinto raffigura una persona o di una città, mentre nel secondo, il dipinto è in realtà di proprietà di una persona o di una città e non dice nulla circa il soggetto raffigurato.
L'Oxford English Dictionary ha una citazione del 1898 che rileva che questa costruzione può essere partitiva:
1898 H. Dolce New Ing. Gram. II. 54
pleonastic genitive, come:
he is a friend of my brother's
è generalmente partitivo = 'uno degli amici di mio fratello'.
in quanto in lui è un amico di mio fratello, 
Anche se è stato spesso visto come inelegante, il doppio genitivo ha una storia molto lunga, e rimane perfettamente una normale costruzione della lingua inglese.
Recenti analisi, proposte da autori come Barker (1998) e Zamparelli (1998), hanno formulato varie ipotesi sull'impiego o meno del doppio genitivo, distinguendo i vari possibili significati ed utilizzi sostenendo che i doppi genitivi, in inglese, sono strutturalmente identici a possessivi partitivi ecc. Già Lorraine E. Kearney iniziò uno studio con la pubblicazione Background of the inflected and periphrastic genitive case in the English language (1968), si rimanda a questi o altri autori per un approfondimento più serio dell'argomento.

## Pronomi relativi
Il pronome relativo è quel pronome che fa riferimento a una persona, a una cosa o un animale o a un concetto astratto. Il pronome relativo si divide soggetto e oggetto; in essi dobbiamo effettuare un'ulteriore distinzione, fra persone e cose, animali, concetti astratti.
- Relative pronouns subject

who (persone); which / that (cose, animali, concetti astratti).
- Relative pronouns object

who (persone:soggetto); "whom" (persone: c. oggetto) ;which / that (cose, animali, concetti astratti).
Se il complemento oggetto precede il soggetto della frase, si preferisce omettere il pronome relativo (esempio: È l'uomo che vedo ogni giorno attraversare la strada, He's the man I see every day crossing the street).
N.B. In presenza del pronome relativo soggetto who in una frase interrogativa, non si adopera l'ausiliare do, does e non si mette il soggetto, in quanto esso è già chiaramente espresso da who (esempio: Chi beve vino?, Who drinks wine?; Chi ha lavato i piatti?, Who washed the dishes?).
- Which significa anche "il che" (es.: His behaviour was very abusive, which is shameful = il suo comportamento fu ingiurioso, il che è vergognoso).

### Pronome relativo + preposizione
Quando abbiamo un pronome relativo assieme a una preposizione, vi sono tre possibili ordini sintattici:
- PREPOSIZIONE + PRONOME RELATIVO (esempio: È la persona alla quale scrissi - He's the person to whom I wrote);
- PRONOME RELATIVO + ... + PREPOSIZIONE (esempio: È la persona alla quale scrissi - He's the person whom I wrote to);
- SOLO PREPOSIZIONE (esempio: È la persona alla quale scrissi - He's the person I wrote to).
- Si dice per persone: many of whom (molti dei quali), some of whom (alcuni dei quali), neither of whom (nessuno dei quali), all of whom (tutti i quali), most of whom (la maggior parte dei quali), both of whom (entrambi i quali) ecc. Per le cose si dice: none of which (nessuna delle quali), both of which (entrambe le quali), one of which (una delle quali) ecc.

## Pronomi e aggettivi interrogativi
- Who = Chi	       [pronome soggetto]	 (es.: Who 's that girl? = chi è quella ragazza?).

- Whom = Chi	    [pronome complemento]. (Es.: Who(m) did you meet? = chi hai incontrato?)

- What[8]= "Che, Che cosa, Quale" [pronome] (Es.: What did you buy? = Che cosa hai comprato?).

Aggettivo. 	 (Es.: what car have you got? = quale/che macchina hai?).
- What about....? (o: how about....?) si usa per chiedere informazioni o fare inviti; il verbo che segue è alla forma in -ing. (Es.: What / how about a walk / going for a walk? = che ne dite di una passeggiata / di andare a fare na passeggiata?).

- What + a lot of + nome singolare o plurale traduce l'italiano "quanto/a/quanti/e". (Es.: What a lot of money we've spent! = quanti soldi abbiamo speso!).

- What si usa anche nell'espressione idiomatica: what is / are /was /were .....like? (= com'è / sono / era/ erano....?). Ad esempio: what was that film like? = com'era quel film?. What were those students like? = com'erano quegli studenti?.

- What is it for? (= a che cosa serve?) è un'espressione che si usa per sapere lo scopo o l'uso di una cosa (es.: What's that machine for? = a che cosa serve quella macchina?). Per descrivere lo scopo di una cosa, si usa for + ing. (es.: this stuff is used for cleaning windows = questa roba è usata per pulire le finestre).

- Which = Quale (quando c'è scelta limitata);	[pronome].	   (Es.: There three books here.Which one do you want? ).

Aggettivo	(Es.: which game are you playing? = quale/che gioco stai facendo?).
Which, a differenza di what, può essere seguito dalla preposizione of. (Es.: Which of those girls is your sister? = quale di quelle ragazze è tua sorella?).
- Whose = di chi; 	[pronome]	  (Es.: whose is this book? = di chi è questo libro?. Whose is this glass? = di chi è questo bicchiere?).

Aggettivo	(Es.: whose watch is this? = di chi è questo orologio?. Whose glass is this? = di chi è questo bicchiere?).
- Why traduce "perché" nelle frasi interrogative dirette ed indirette. (Es.: Why don't you like New York?.[Interrogativa diretta].

I asked her why she didin't like New York.[Principale + interrogativa indiretta introdotta da why].
Se why è seguito da un infinito, questo va nella "forma base". (Es.: Why run? = perché correre?).
- HOW, HOW MUCH, HOW MANY, HOW LONG (interrogative dirette e indirette).
- How (quanto) + aggettivo o avverbio. (Es.: How far is this square? = quanto lontana è questa piazza?. How quickly did they run? = quanto velocemente correvano?).
- How much (quanto) + uncountable noun (Es.: How much bread did you buy? = quanto pane hai comprato?. I asked me how much meat I had eaten = mi chiese quanta carne avessi mangiato [interrogativa indiretta]).
- How many (quanti) + countable nouns (Es.: How many books did your brother read last year? = quanti libri lesse tuo fratello lo scorso anno?. I asked her how many brothers she has got = le ho chiesto quanti fratelli ha [interrogativa indiretta]).
- How long (quanto tempo, da quanto tempo, per quanto tempo) si usa nelle indicazioni temporali e nelle domande con forma di durata (duration form).

Esempi. How long did you stay in Scotland? = quanto sei rimasta in Scozia?. He asked me how long I had stayed in Scotland = mi chiese quanto tempo fossi rimasta in Scozia. 
How long have you been waiting for me? = da quanto mi stai aspettando?.[duration form]. Ask those runners how long they have been running = chiedi a quei corridori da quanto tempo corrono.[duration form].

## Pronomi e aggettivi indefiniti
In inglese i pronomi indefiniti sono i seguenti:
PERSONE:	everybody,  everyone, somebody,  someone,	anybody,  anyone, nobody, no one
LUOGHI:	everywhere,	somewhere,	anywhere,	nowhere
COSE:	everything,	something,	anything,	nothing
- Some e any esprimono quantità indefinite o incomplete, mentre every e no indicano rispettivamente quantità complete e assenti.
- I composti di some si usano in frasi affermative, mentre i composti di any si usano in proposizioni negative o interrogative.
- Nelle frasi affermative i pronomi indefiniti con any possono assumere il medesimo significato di every (chiunque, ovunque, qualsiasi cosa). (Es. we can go anywhere we want = possiamo andare dovunque vogliamo. Anybody can do that = chiunque può farlo).
- Nelle frasi interrogative i pronomi indefiniti con some sono utilizzati quando ci si aspetta che la risposta sia affermativa o per richieste e inviti (es.: Are you waiting for someone? = state aspettando qualcuno?).
- Nelle frasi interrogative i pronomi indefiniti con any sono utilizzati quando non si conosce la risposta (es.: Is there anything we can do? = c'è qualcosa che possiamo fare?).
- Con i composti di no (nobody, nothing, etc.) il verbo va alla forma affermativa in quanto non possono esserci due negazioni; altrimenti si deve ricorrere ai composti di any (es.: I know nothing - I don't know anything = non so nulla).
- Con l'indefinito all (tutto, tutti, tutte, etc.) si dice all of + it / us/ you / them e lo stesso costrutto si usa con gli indefiniti  some of e none of (some of them, all of us, none of you, etc.). Non si mette l'articolo determinativo the dopo all quando il significato è generico (all flowers, all boys, etc.), mentre si può mettere quando il significato è specifico (es.: all [of] these flowers).[12]

### Else
Else significa "altro" ed è in unione con pronomi interrogativi e indefiniti. Ad esempio abbiamo: everybody else (tutti gli altri), everything else (tutto il resto), somebody (someone) else (qualcun altro), something else (qualcos'altro), somewhere else (da qualche parte). Elsewhere significa "altrove".
Esempi. What else did you buy? = che cos'altro hai comprato?. Where else have you been? = dove altro sei stato?.

## Le preposizioni di tempo
- IN è la preposizione di tempo che si usa per introdurre il complemento di tempo determinato davanti a: parti del giorno, mesi, stagioni, anni, secoli. Con le parti del giorno diciamo: in the morning, in the afternoon, in the evening, però diciamo at night.

Esempi. I was born in 1970. Christmas is in December. I usually go to work in the morning. Charles Dickens lived in the XIX century.
- AT è la preposizione di tempo che usiamo per introdurre le ore, le festività, i periodi di tempo determinati, le età.

Esempi. I often need to relax at my age. I usually meet my friends at the weekend. I have dinner at 7 p.m.
ON è la preposizione di tempo che si usa per introdurre il complemento di tempo determinato davanti a nomi dei giorni della settimana, date precise, giorni specifici.
Esempi. On Christmas day, on my birthday, on Saturday, on 15th May, etc.
- Altre preposizioni di tempo sono: from ..... to (da...a), till / until (fino a), in (fra), by (entro).

Esempi. From midday to midnight (= da mezzogiorno a mezzanotte); until two o'clock (= fino alle due), in three weeks (= fra tre settimane), by ten p.m. (= entro le dieci p.m.).

## Uso dione, ones
Quando non vogliamo ripetere un nome, possiamo sostituirlo con one, ones.
Usiamo one (singolare) e ones (plurale) dopo un aggettivo, dopo the, dopo which nelle domande, dopo i pronomi dimostrativi (this one, that one etc.). Non si usa one e ones con sostantivi non numerabili, mentre si usa sempre con gli aggettivi sostantivati.
- Dopo un aggettivo:

"Do you see those two girls? Helen is the tall one and Jane is the short one .
- Dopo the:

"Do you see those two girls? Helen is the one on the left".
- Dopo which in domande:

"You can borrow a book. Which one do you want"?
Which ones are yours?
- Dopo un dimostrativo:

"Here there are four books. Which book do you prefer"? "I prefer this one ".
"Which pants would you like to dress"? "I' d like to dress these ones ".
- Dopo un aggettivo sostantivato:

"I hate the rude ones".

## Uso dimuch, many, too
- Much significa "molto" e si usa con sostantivi non numerabili (uncountable nouns), mentre many si usa con sostantivi plurali numerabili (countable nouns). Entrambi vengono usati in frasi negative e nelle domande. Nelle frasi affermative si usa di solito lots of / a lot of.

Esempi. They haven't got many books (countable nouns). They haven't got much food (uncountable noun). Chris has got lots of / a lot of books (frase affermativa).
- Too (troppo) si usa con aggettivi; too much con sostantivi non numerabili e con verbi, too many con sostantivi plurali numerabili.

Esempi. He's too shy (= è troppo timido). He has got too much money! (= possiede troppo denaro!). I'm tired because I worked too much (= sono stanco poiché ho lavorato troppo). There were too many people in the museum (= c'era troppa gente nel museo). 
- Analogamente abbiamo so (così) prima di aggettivi, so much prima di uncountable nouns e so many prima di countable nouns. Segue la congiunzione consecutiva that.

Esempi. Peter was so happy that he called all his friends.  I have so much work that I won't be able to sleep until Thursday. That Company has so many employees that it's difficult to keep track of them all.

## Preposizioni

### Preposizioni + -ing
Le preposizioni e locuzioni prepositive, se seguite da un verbo, reggono la forma in -ing. Sono quindi seguite da verbo in - ing: in, at, with, of, for, about, by, amid (in mezzo a), instead of (invece di), in spite of (nonostante, malgrado), after, before, to, up, besides (oltre a), without (senza), despite (nonostante).
Esempi. 
I am not good at learning languages. 
Before going out, I phoned Sarah. 
They ran three kilometres without stopping. 
John went to work in spite of feeling ill. 
Thanks you very much for inviting me to the party. 
How about meeting for lunch tomorrow?. 

### La preposizioneby
La preposizione by può introdurre:
- il complemento di agente o causa efficiente (es.: that Cd was bought by us = quel CD fu comprato da noi);
- il complemento di mezzo: by car, by train, by ship by plane, by tube, by by cheque, etc.;
- espressioni distributive: one by one, two by two, ecc. (uno a uno, due a due, etc.);
- il complemento di tempo nel significato di "entro" (es.. by midday = entro mezzogiorno);
- il complemento di limitazione, ad esempio by law = secondo la legge;
- la misura la distanza, il calcolo: per, a, di (es.: the room measures 2 metres by 3);
- l'espressione italiana con o nel + infinito con significato di "per mezzo di..." resa con by + -ing form (es.. con il lavorare = by working; con lo scrivere  = by writing...etc.);
- espressioni come side by side (= fianco a fianco), step by step, by hand (= a mano), by machinery (= a macchina), by the time (= allorquando), by the way (= a proposito), by a long way (= di gran lunga), by far (di gran lunga), by heart (= a memoria), by chance (= per caso), by mistake (per errore), by and by (= molto presto), by and large (= in complesso), little by little (= a poco a poco), by land (= per terra), by sea (= per mare).

### Le preposizioniin, on, at, into
IN viene utilizzato per luoghi e periodi generali. Precisamente, va usato nei seguenti casi:
- settimane, mesi, anni, stagioni, secoli (es.: I was born in March/in 1994/in Spring/in the 20th century), momenti della giornata (in the morning/in the afternoon/in the evening), fatta eccezione per la notte, perché in quel caso si utilizza "at" (at night);
- città, paesi, regioni, stati (es.: I live in London/in the Oxfordshire/in England) le strade, quando non sono precedute da numeri civici (es.: I live in Oxford Street);
- punti all’interno di aree chiuse o circoscritte (es.: I left my wallet in the car.);
- i punti cardinali (es.: Milan is in the north of Italy.);
- gli oggetti tridimensionali (es.: The room is in the building.);
- per indicare "fra quanto tempo" avverrà qualcosa: in two hours, in three weeks, etc.;
- nell'espressione in the end = finally (es.: We had lots of problems with our car. We sold it in the end);
- con espressioni quali: in a line, in a row, in a queue, in a picture, in a photo, in a newspaper, in a book, in a magazine, in an office, in a department, in the sky, in the world, in the country, in (my, your etc.) opinion;
- in espressioni come in the corner of a room poiché è uno spazio racchiuso, mentre si dice at o on the corner of a street;
- con gli edifici adibiti a una funzione (prison, hospital, etc.) si usa l'articolo the per indicare l'edificio, mentre non lo si usa se s'indica la funzione cui è destinato (to be in prison = essere detenuto; to be in the prison = essere all'interno di una prigione. To be in hospital = essere degente; to be in the hospital = essere nell'ospedale, nell'edificio).

ON viene utilizzato per periodi meno generali e leggermente più specifici di "in". In particolare per:
- giorni e date (Es.: we’ve class on Monday/ We get paid on the 1st of every month), festività (on Christmas day, on Easter day);
- ricorrenze particolari (on my mum’s birthday/ on the day I left Rome/ on holiday);
- per indicare qualcosa che si sviluppa lungo una linea (on the shore/ on the lake), ma anche per indicare qualcosa che si trova all’angolo (es.. the restaurant is on the corner);
- per oggetti bidimensionali (my phone is on the table);
- i mezzi di trasporto: on board, on a bus, on a coach, on a plane, on a ship (ma si dice: in car, in a taxi);
- con le espressioni: on the left, on the right, on the ground floor, on the first, second floor,[14], on a map, on a menu, on a list, on a page, on a website, on line, on sale, on strike (in sciopero), on television, on the radio, on the phone, on fire, on purpose (= intentionally), on holiday, on vacation, on trip, on travel, on journey, on cruise, on pilgrimage, on a river, on a road, on the coast, on a farm, on the way, on (my, your, etc.) return, on arrival,  on business, on a diet (a dieta), on the whole (nel complesso), on the occasion of, on the front e on the back (of an envelope, of a paper, etc), on the outskirts (nei dintorni), on one's own (on my own, on your own, ecc. = da solo), on the other hand (d'altra parte), on behalf of (a nome di, per conto di); on probation ("in prova"; "in libertà vigilata" come termine giuridico); on delivery (in consegna), on schedule (in orario, nei tempi previsti), on hold (in attesa), on average (in media).

AT si usa per orari specifici e per posizioni in punti precisi. Precisamente, viene utilizzato per:
- le ore, in qualsiasi modo siano espresse (at 2 o’clock; at five o'clock, etc.);
- per "noon", “midnight“, "midday" (at noon/ at midnight/ at midday);
- per il tempo del giorno come at lunchtime, at dinnertime, at sunrise, at sunset;
- per luoghi specifici (es.. I live at 89 Oxford Street/ I’ll meet you at Starbucks/ I’m at home), at the bus stop, at the door, at the roundabout, at desk, etc.;
- in varie espressioni: at the moment, at the minute, at present, at this time, at the same time, at the weekends, at weekend;
- con at the end (of something) = nel tempo in cui qualcosa termina, come da esempio: at he end of the month, of the film, of the course, of the game, of the concert, of January (of February, March, etc.);
- nelle seguenti espressioni: at the front, at the back, at the bottom, at the top, at the corner (o: on a corner) of a street, at work, at school, at university, at college, at a party, at a conference, at a concert, at a meeting, at the station, at the airport, at the supermarket, at the doctor's (lawyer's, dentist's, etc.) office, at someone's house (= at someone's), at the age of.

INTO
La preposizione into si usa per indicare entrata, penetrazione in un luogo: 
- to get into, to go into a room, a building, a church, a school, a kitchen,  etc..
- Si usa anche per indicare penetrazione in senso figurato, come nell'espressione to get into troubles (mettersi nei pasticci). In inglese, dal sostantivo bargain (= affare, accordo, patto),  esiste pure l'espressione into the bargains (= per giunta, in più).[15].[16]

- Bisogna ricordare che non si usano le preposizioni in, at e on prima di last, next, this, every (Esempi. They got married last January. I'm meeting Anthony next Sunday).

### Alcuni aggettivi con preposizioni
In inglese molti aggettivi si usano con preposizioni diverse dall'italiano.
- Nice, kind, good, generous, polite, honest, stupid, silly, ecc. OF somebody (to do something).
- (To be) nice, kind, good, generous, polite, honest, stupid, silly, rude, friendly, cruel, ecc. TO somebody.
- Angry, annoyed, furious, upset (= sconvolto) ABOUT something o WITH somebody FOR doing something.
- Excited, worried, nervous, happy, ecc. ABOUT something.
- Pleased, satisfied, happy, delighted, disappointed (= deluso) WITH something you get or experience.
- Surprised, shocked, amazed, astonished, upset AT / BY something.
- Impressed WITH / BY something.
- Fed up (= stufo), bored (= annoiato) WITH something.
- Tired OF something.
- Sorry ABOUT una situazione o qualcosa che accadde.
- Sorry FOR / ABOUT qualcosa che avete fatto o causato.
- Feel / be sorry FOR qualcuno in una brutta situazione.
- Afraid, scared, frightened, terrified OF...
- Fond (= appassionato), proud (= orgoglioso), ashamed, jealous, envious, suspicious, critical, tolerant, aware (= consapevole), conscious, capable, incapable, full, short, typical OF...
- Certain, sure OF o ABOUT..
- Good, bad, brilliant, better, hopeless, ecc. AT...
- Similar, married, engaged TO...
- Different FROM... o TO...
- Interested IN...
- Keen (= appassionato di) ON ...
- Dependent ON... (ma: Independent OF...).
- Crowded (= popolato di), fed up (= stufo di) WITH...
- Famous, responsible FOR...
- Concerned (interessato, ansioso, preoccupato) WITH o ABOUT..

### Uso disoesuch;a few,a little
- So + aggettivo. (Es.: He is so tall that he can't sleep in that bed = è così alto che non può dormire in quel letto).
- Such + a (an) + aggettivo + sostantivo singolare. (Es.: He is such a tall man that he can't sleep in that bed (= è un uomo così alto che non può dormire in quel letto).
- Such + aggettivo + sostantivo (plurale). (Es.: They are such pleasant people that everyone likes them = sono persone così simpatiche che piacciono a tutti).
- So + avverbio. (Es.: She types so well that she got a job immediately = scrive a macchina così bene che ha subito trovato lavoro).

- Si usa a few (alcuni) con sostantivi numerabili, a little (un poco) con sostantivi non numerabili.

Esempi. I have a few friends in London = ho alcuni amici a Londra. 
There's a little milk. Do you want some? = c'è un po' di latte. Ne vuoi?.

## Alcuni connettivi e la congiunzioneanche
- Even = anche;
- As soon as = appena;
- even if, even though (anche se); even when (anche quando) + soggetto + verbo;
- indeed (infatti, davvero, anzi); thus (così); therefore (perciò);
- although, though, even though (sebbene, anche se);
- in spite of, despite, notwithstanding (nonostante, benché), in face of (a dispetto di)[17];
- in case (nel caso che, qualora);
- unless (= except if = a meno che)[18];
- as long as, so long as, provided (that), providing (that) = purché, a patto che.[19]
- except for, apart from (a eccezione di, a parte);
- as well as (così come),
- moreover, furthermore (per di più; inoltre);
- into the bargain (per giunta);
- therefore, thus (perciò).
- if anything (semmai).

Uso di also, too, as well, either = ANCHE.
Queste congiunzioni significano "anche". Also è usata fra soggetto e verbo, ma si mette dopo il verbo to be, gli ausiliari e i modali. (Esempi. I also read novels = io leggo anche romanzi. I've also read some Shakespeare's works = ho anche letto delle opere di Shakespeare. They could also buy a new car = essi potrebbero anche comprare un'auto nuova). "Too" e "as well" sono poste alla fine di una frase (Esempi. We saw your brother John as well = anche noi vedemmo tuo fratello Giovanni. We were there too = anche noi eravamo là). "Either" si usa in frasi negative (Esempi. Robert doesn't like science fiction films either = anche Roberto non ama i film di fantascienza).

### Uso dilikeeas
- Like significa "similar to, the same as" ed è una preposizione.

Esempi. What a beautiful house! It's like a palace!
Be careful! This floor is very slippery. It's like walking on ice.
- As = nello stesso modo che, nella stessa condizione che". Usiamo as + soggetto + verbo (Es.: I left everything as it was)[21].
- Si dice: as usual, as always, the same as (lo stesso come), as you know, as I said, as she expected, as I thought, etc.
- As significa anche "da" nel senso di "come, in qualità di" (es.. As a taxi driver, I spend most of my working life in a car.  I worked in York as a photographer).
- Sono da ricordare le seguenti espressioni: as regards.....(per quanto riguarda...);as far as I'm concerned (per quanto mi riguarda, quanto a me); as a matter of fact (in realtà, in effetti)[22].
- Usiamo like e as if, as though per dire come qualcuno o qualcosa sembra, assomiglia. Diciamo: it's look like o it's looks as if; it's sounds like o it's sounds as if.

Esempi. That house looks like it's going to fall down. I don't feel like I've  had a holiday. Sarah is very late: it looks like she'isn't coming (o: it looks as if she isn't coming).

### Both,neither,either
- Both (entrambi), neither (né l'uno nè l'altro; nemmeno), either (l'uno o l'altro; neanche, neppure) si riferiscono a due cose o persone. (Es.: Both restaurants are good. Neither restaurant is expensive). Possono essere usati anche senza un nome (Es.: I like both).
- Usiamo anche both of, neither of, either of.  (Es..: Both of these restaurants are good. Neither of the restaurants are good. Neither of them knew it). Si può anche omettere la preposizione of (both restaurants....).
- Si dice: both (o either) of you, us, them. (Es.: Can either of you speak Russian?).
- Neither....nor = né .....né.    Either .....or = o....o. (Es.: Neither Paul nor John came to the party. That girl is either Italian or Spanish).
- Si usa so do I per dire che un'affermazione positiva lo è anche per me. (Es.: "I like mushrooms". "So do I" = "mi piacciono i funghi". "Anche a me".  "She's from Scotland, and so am I" = viene dalla Scozia, e così pure io).

Si usa neither do I per dire che un'affermazione negativa lo è anche per me. (Es.: "I don't live in England". "Neither do I" = "non vivo in Inghilterra". "Nemmeno io". "I won't go to the party. "Neither will I then" = "non andrò al party". "Nemmeno io".).

### For, over, during, under, below
- During = durante.
- For = per. For ha anche valore causale ("poiché, perché") e concessivo ("malgrado, nonostante").
- Over significa "sopra" (senza contatto), "oltre" (es.: over fifty years old; over the bridge), "durante" (es.: over the week). To be over = essere finito (es.: the meeting was over at 6 p.m.).
- Below (opposto di above) significa "a un livello inferiore, più in basso", non necessariamente direttamente sotto (Es.: She lives on the floor below mine).
- Under (opposto di over) significa "sotto" in senso generale (Es.. Can you swim under water?)[23].

### own
- My own..../ your own / her own

Si tratta di qualcosa che è solo mio, tuo, ecc., non condiviso. Si può anche dire: "a room of my own", "a house of your own", ecc.
Esempi. I don't want to share a room with anybody. I want my own room. 
- Si può usare own anche per indicare che si fa qualcosa da se stessi invece di farlo fare da qualun altro.

Esempio. Paul usually cuts his own hair (= he cuts it himself).
- on my own / by myself. Entrambe le espressioni significano "da solo". Si dice on my/ your / his / her / its / our / their own così come si può dire by myself /  yourself / herself / himself / itself / ourselves / yourselves / themselves.

Esempio. I like living on my own. I like lving by myself. Some people like living on their own (o: by themselves).

## Verbi modali
- Can e could
- May e might
- Will e would
- Shall e should
- Must

## Tempi, verbi e forme verbali

### La forma negativa e interrogativo-negativa e short answers
- La forma negativa - tranne che per i modal verbs - si forma con l'ausiliare to do (did - done) + not (doesn't alla terza singolare). Si usa did al simple past. La struttura è: soggetto + ausiliare + forma base.

Esempi. You don't love your brother (= tu non ami tuo fratello). You didn't love your brother (= tu non amavi tuo fratello). 
- La forma interrogativa si forma con do (does alla terza singolare; did al simple past) + soggetto + forma base del verbo.

Esempi. Do your parents want to leave? (= vogliono partire i vostri genitori?). Do you eat some fish? (= mangi del pesce?). Did your sister leave yesterday? (= è partita ieri tua sorella?). Did they buy a new car? (= hanno comprato un'auto nuova?).
- La forma interrogativo-negativa si fa con l'ausiliare do (does) (did al simple past) + soggetto + forma base.

Esempi. Don't you work in London? (= non lavori a Londra?). Doesn't Bob work in this office? (= Bob non lavora in questo ufficio?). Didn't your friends go the cinema last Sunday? (= non andarono al cinema i vostri amici domenica scorsa?).
- Con il verbo to be non si usa l'ausiliare to do.

Esempi. I'm not happy. Am I happy?. Am I not happy?.
- SHORT ANSWERS.

Nelle risposte brevi ci si limita a rispondere con l'ausiliare.
Esempi. 
"Can I swim?" "Yes, I can" (oppure: "Not, I can't"). 
"Are you ready?" "Yes, I'm (oppure: "Not, I'm not"). 
"Do you speak English?" "Yes, I do" (oppure: "Not, I don't").
"Did they have dinner?" "Yes, they did" (oppure:"Not, they didn't").
"Did your parents leave yesterday?" "Yes, they did" (oppure: "Not, they didn't").
- In inglese esistono altre formule interrogative che sono chiamate tag question.

### I verbito say,to tell
- I verbi to say (said - said) e to tell (told -told) significano "dire" (to tell anche "raccontare"), ma hanno costruzioni diverse. To tell è usato quando è espressa la persona cui si parla la quale va in complemento oggetto diretto (to tell someone something) non indiretto (complemento di termine), come in italiano (Es.: I told him to come = io gli dissi di venire). To say si usa quando non è espressa la persona cui si parla. Introduce il discorso diretto sia quando è espressa la persona cui si parla sia quando non lo è (Es.: they said that they were tired = Dissero che erano stanchi.  They said to me: "We are tired" = Dissero: "Siamo stanchi").
- Con il verbo to tell ci sono le seguenti frequenti espressioni: to tell off (rimproverare), to tell lies (dire bugie), to tell the time (leggere, dire l'ora), to tell the truth (dire la verità), to tell the difference.
- Con il verbo to say si hanno le seguenti espressioni: to say hello / goodbye, to say yes / no, to say sorry (chiedere scusa), that is to say (cioè).

#### Il verboto have
To have (had - had) con significato proprio è utilizzato in varie espressioni, quando parliamo di azioni:
to have breakfast, dinner, lunch, coffee, a wash, a bath, a rest, a sleep, a lie-down, a dream, a good time, a bad day, a nice afternnon (morning, evening), a day off (giorno libero), a holiday, a good flight (trip, journey, et.), a talk, a word, a conversation, a disagreement, a quarrel, a fight, a swim, a walk, a dance, a ride, a game, a try, a go, a look, a baby, an accident, an operation, a nervous breakdown, difficulty / trouble in (+ verbo in -ing). Da ricordare alcune espressioni quali: to have a good time (divertirsi); had better (sarebbe meglio che, conviene) e had rather (preferirei) seguiti da infinito senza to; I have it (ci sono!; ho capito!); had as well (tanto varrebbe); I've been had ! (sono stato truffato, ingannato); rumor has it that... (corre voce che...).

### There is, there are
There is significa "c'è", there are "ci sono", there was "c'era", there were "c'erano", there will be "ci sarà". Le forme interrogative si fanno ovviamente con l'inversione verbo-soggetto: Is there? Are there?, etc.
Possiamo anche dire: there must be, there might be, there must have been, there should have been, there would have been, etc. Ed anche: there is sure to be, there is bound to be, there is going to be, there is likely to be, there is supposed to be, there used to be.
Esempi. If people drove more carefully, there would be (ci sarebbero) fewer accidents. 
I think everything will be OK. There won't be (non ci saranno) any problems. 
Look at those clouds. There is going to be (sta per esserci) a storm. I'm sure.  
People drive too fast on this road. I think there should be (dovrebbe esserci) a speed limit. 
If people weren't so aggressive, there wouldn't be (non ci sarebbero) any wars.

### I verbito makeeto do
To make (made - made) significa "fare" in senso più materiale, mentre to do (did -done) significa "fare" in senso più generico ed è usato per formare le forme negativa, interrogativa e interrogativo-negativa dei verbi nonché come rafforzativo di un verbo (es.: I do hope = spero proprio).
- Espressioni con to make: an attempt, an effort, an offer, an excuse, a suggestion, a decision, an exception, enquires, a phone call, a mistake, a fuss (scompiglio), a noise, arrangements, a journey, a trip, a travel, progress, money, a profit, a fortune, love, a bed, a fire, war, peace, friends, appointment, a list, crossword.
- Espressioni con to do: good, harm (torto), business, one's best, (someone) a favour, one's hair, one's duty, homework, 100 (200, etc.) mph / kph.

### Tempi verbali eduration form
- Il present continuous indica un'azione in corso di svolgimento al presente.

Esempi. I' m writing a letter (= sto scrivendo una lettera). My father is sleeping (= mio papà sta dormendo).
- Il past simple è usato per condizioni di stato e azione che accaddero nel passato, del quale spesso indichiamo il momento preciso. L'azione può essere corta o lunga, ripetuta o singola. Anche per parlare riguardo a stati del passato usiamo il past simple.

Esempi. I saw someone famous in the street yesterday. (Momento preciso del passato: yesterday).
I dropped the glass and it broke on the floor. (Azione lunga: "dropped". Azione breve: "broke").
He took the same train to work every day (Azione ripetuta: every day).
When I was young, I loved playing with my toys. (Azione che indica uno stato nel passato).
Con il past simple si incontrano date e tempi (ten minutes ago, three months ago, four years ago, etc.) e domande con When?. Incontriamo pure parole che sono inserite in una storia (then, before, after, after that, afterwards, later, next, etc.).
Il past simple dei verbi regolari si forma aggiungendo la desinenza -ed alla base form del verbo. Quando il verbo termina in una vocale + una consonante (escluse –w o –y) raddoppia la consonante prima di mettere -ed (esempi: to stop - stopped; to plan - planned). Il past simple inglese traduce anche il congiuntivo imperfetto italiano (Es.: if I drank = se io bevessi; If they went out = se essi uscissero; if she studied English = se lei studiasse inglese, etc.).
- Il past continuous indica un'azione in svolgimento nel passato.

Esempi. They were eating (= stavano mangiando). She was reading a book (= stava leggendo un libro).
- Il Present perfect simple

Il present perfect simple si usa: 
1. per indicare che l'azione continua dal passato nel presente (es.: I' ve known him for many years = lo conosco da molti anni);
2. quando i risultati di un'azione passata dura nel presente (es.: he has lost his key = ha perso la chiave [non ce l'ha ancora]);
3. il tempo riportato nella frase include il presente (es.: he has been ill all this week [la settimana è ancora in corso]);
4. il tempo passato non è specificato, generalmente perché ciò che conta è l'azione, non il momento in cui si è svolta (es.: I' ve been to Spain lots of times).
5. In frasi introdotte da it's this is /  the first / second ...time that...(è la prima / seconda/ ..volta che), in cui in italiano si userebbe il presente. (Es.: it's the third time I've gone to London this month = è la terza volta che vado a Londra in questo mese). Il present perfect si usa anche con espressioni come it has been two years / three weeks / four months, ecc...since..., mentre in italiano c'è il presente ("sono due anni / tre settimane / quattro mesi, ecc...da quando"...).
Con il present perfect simple incontriamo spesso questi avverbi ed espressioni di tempo: all day, all week, all my life, etc.; today, this morning, this afternoon, this month, this year, this week, etc.; already (= già), yet (ancora); just, recently, ever, never, for, how long (= quanto tempo; da quanto tempo), since (da un tempo nel passato ad ora), once, twice, lots of times, etc. L'avverbio di frequenza (rarely, often, sometimes, never, etc.) si pone fra l'ausiliare ed il verbo o dopo to be.
Esempi. I've never met your friend Paul. I have rarely played tennis. I've just had lunch.
- Il present perfect continuous è come il present perfect simple in tutti i casi sopra menzionati. Non si usa con verbi di stato come to understand, to like, to want, etc.

Esempi. He has been running for twenty minutes. He has been running since midday.
Tuttavia questo tempo verbale è utilizzato anche quando non espresse le preposizioni since e for. Più precisamente si usa quando si vuole enfatizzare che l'azione è lunga o ripetuta, quando l'azione è in svolgimento o quando si vogliono evidenziare gl effetti di un'azione compiuta.
Esempi. She' s been trying to pass her driving test for years = sta cercando di passare il test di guida da anni (azione enfatizzata). 
I' ve been doing some work (forse il lavoro non è finito). I' ve done my homework (il lavoro è finito). I' ve been running: I'm out of breath (qui si vuole evidenziare il risultato del correre, cioè l'essere senza respiro).
- Il past perfect è il trapassato prossimo italiano e si trova sia nella forma attiva sia in quella passiva (esempi al passivo: he had been praised = era stato lodato. They had been seen = erano stati visti. All'attivo: I had seen = avevo visto; we had bought = noi avevamo comprato). Si usa per descrivere un'azione passata avvenuta prima di un'altra pure passata.(Esempio: "When I arrived the lesson had already started" = quando arrivai la lezione era già cominciata).[29]

- Il past perfect continuous segue le regole delle altre forme progressive, pur cambiando il tempo verbale.

Esempi. He had been writing for two hours = stava scrivendo da due ore. We had been waiting for Charles since two p.m. = stavamo aspettando Caro dalle due p.m.
Le forme verbali del present perfect, del present perfect continuous e del past perfect, del past perfect continuous e del futuro progressivo indicano una "durata" di tempo, perciò si chiamano duration form. Si tratta dunque di una formula usata per far riferimento ad azioni iniziate nel passato ma che hanno un proseguimento nel presente; indica cioè un arco temporale antecedente al presente in considerazione della sua durata (si usa la preposizione for) o del punto di partenza (si usa la preposizione since). La domanda con la forma di durata è di solito introdotta da how long....? (= da quanto, da quanto tempo?).

### Il futuro
Il futuro in inglese si rende nei seguenti modi:
- will (contratto: 'll) + forma base (= infinito senza to) del verbo per decisioni istantanee nonché per esprimere promesse, speranze, supposizioni. La forma negativa è will not (contratto: won't).

Esempio. I can give it to her - I'll see her at work.
I hope he'll overcome this difficult time.
- Il futuro anteriore si traduce con will have + participio passato del verbo.

Esempio. We ' ll have bought = noi avremo comprato. They  'll have come = essi saranno giunti.
- Si usa il present continuous per parlare di cose, eventi pianificati per un preciso momento del futuro (es.: in two hours tomorrow, next week, etc.).

Esempi. I'm meeting Toni this weekend (= I've arranged this). Charles is leaving tomorrow.
- Si usa to be going to + infinito per indicare un'intenzione generale, un qualcosa di non ancora stabilito. Questa espressione traduce anche l'italiano "stare per, avere l'intenzione di".

Esempio. They are going to get married one day (= intenzione generale, non è stato ancora pianificato nulla).
Si usa to be going to anche per fare previsioni sul futuro in base a quello che sappiamo o vediamo al momento di parlare.
Esempio. This homework is difficult. I'm going to be here all night!. (Questi compiti sono difficili. Starò qui tutta la notte).
- Il futuro anteriore è usato per un'azione che dal presente continuerà nel futuro. (Es.: Next month I will have played tennis for 5 years = Il prossimo mese avrò giocato a tennis per 5 anni/Saranno cinque anni che gioco a tennis il prossimo mese).

- Si usa il futuro progressivo (will be + ing form) per un'azione in svolgimento in un preciso momento del futuro.

Esempio. I'll be flying by plane next Sunday.
- Si usa to be due + infinito per indicare qualcosa che è atteso o pianificato.

Esempio. The plane is due to take off in a couple of minutes.
- Si usa il presente indicativo quando ci si riferisce a partenze e arrivi di mezzi di trasporto, a orari di spettacoli etc.

Esempi: 
-the train leaves from Venice  at 10.00 
-what time does the concert start?
- L'espressione to be about + infinito indica un'azione che sta per avvenire.

Esempio. We are about to enter the cinema (= stiamo per / siamo sul punto di entrare al cinema).
- Spesso si usano avverbi (probably, almost, definitely, etc.) per mostrare quanto certi siamo (es.: our team will probably lose next Saturday).
- Usiamo likely quando pensiamo che qualcosa probabilmente accadrà (es.: the economy is likely to improve next year = l'economia migliorerà probabilmente il prossimo anno).

- La proposizione subordinata temporale in inglese, a differenza dell'italiano, va sempre al presente. La temporale è introdotta da when (quando), while (mentre), as soon as (appena), the second (nell'istante, nel momento in cui), the minute (that) non appena, by the time (quando, allorquando), etc.

Esempio. When we are in London, I think we will visit the British Museum (= quando saremo a Londra, penso che visiteremo il British Museum).
- Se vogliamo puntualizzare che la prima azione dev’essere ben conclusa prima che inizi la seconda azione, invece del present simple nella  subordinata temporale usiamo il present perfect (al posto del futuro anteriore usato in italiano).

Esempio. When I’ve read the book, I’ll give you my opinion = quando avrò letto il libro, ti darò la mia opinione.

### Il condizionale
- Il condizionale presente sè formato da would (contratto: 'd) + forma base del verbo (Es.: I'd buy = comprerei).
- Il condizionale passato è formato da would have + participio passato (Es.: I'd have seen = avrei visto).
- Il futuro nel passato, in italiano al condizionale passato, è reso invece in inglese con il condizionale presente. (Es.: He said that he'd come = disse che sarebbe venuto).

### L'imperativo eshall
- L'imperativo è usato alla seconda persona singolare e plurale e alla prima plurale.
- La seconda persona singolare e plurale si rendono con la base form senza soggetto; la forma negativa si fa premettendo don't (contrazione di do not) anche al verbo to be.

Esempi. Shut the door (= chiudi la porta). Come here (= vieni qui). Don't insist on saying that (= non insistere nel dire ciò). Don't be shy (= non essere timido).
- La prima persona plurale si forma con let's (contrazione di let us) + base form; la forma negativa è let's not + infinito.

Esempi. Let's watch TV (= guardiamo la TV). Let's not tell him (= non diciamoglielo).
- Alla terza persona singolare l'imperativo si usa solo con gli indefiniti somebody / someone /, nobody / no one che precedono il verbo all'infinito.

Esempi. Somebody / Someone do something (= qualcuno faccia qualcosa). Nobody / no one touch anything (= nessuno tocchi niente).
- SHALL.

Shall + soggetto + base form usato alla prima persona (singolare e plurale) in frase interrogativa indica un "suggerimento" (Es.: Shall we go? = Andiamo?).

### Uso di should, had better, to be supposed to
- Si usa should + base form per raccomandazioni, consigli (esempio: you should study more).
- Si usa had better + base form per raccomandare di fare qualcosa, altrimenti ci saranno conseguenze negative (esempio: you had better study more, or you'll get a bad mark).
- Si usa to be supposed to (= essere tenuto a) per indicare che il soggetto non pensa sia una buona cosa fare qualcosa, ma altri lo pensano. Ad  esempio nella frase "I'm supposed to do my homework" il significato è che sono tenuto a fare i compiti in casa, ma non lo ritengo una buona cosa. Nella frase "I should do my homework" ("dovrei fare i miei compiti per casa") significa invece che ritengo personalmente sia buona cosa eseguirli.

### La forma passiva
- Un verbo è passivo quando il soggetto subisce l'azione. In inglese si rende con to be + participio passato del verbo (es. Paul was called by his parents = Paolo fu chiamato dai suoi genitori. This book was bought by your sister = questo libro fu comprato da tua sorella). Il complemento di agente o di causa efficiente è introdotto dalla preposizione by (in italiano: da).
- In inglese esiste anche la forma progressiva del passivo: to be + being + participio passato (es.. here a house is being built = qui si sta costruendo una casa).
- In inglese è presente una costruzione del passivo che è estranea all'italiano. Si prende non il complemento oggetto ma il complemento indiretto e lo si fa soggetto della frase passiva. Ad esempio la frase attiva "Ieri ho dato quei fiori a Mary" diventa, al passivo, " Mary was given those flowers yesterday". Questa costruzione si ha con molti verbi to ask, to offer, to show, to tell, to give (es.. I was asked to help her = mi è stato chiesto di aiutarla).

### It's said that...,He's said to...
Esistono due costruzioni particolari in inglese utilizzate con vari verbi: 
- la prima costruzione è it is + participio passato + that + soggetto + verbo;
- la seconda è soggetto + to be + participio passato + infinito di un verbo.

Questo avviene con verbi quali to believe, to allege (= asserire, sostenere), to know, to consider, to report, to think, to understand ecc. 
Esempi. It's said that he's 90 years old. Oppure: He is said to be 90 years old. 
It's believed that he stole a car. Oppure: He's believed to have stolen a car.
- To be supposed to può significare to be said o "essere tenuto a".

Esempi: I want to see that film. It's supposed to be good (= people say it's good).
Our guests were supposed to come at 7.30, but they were late.

### Il periodo ipotetico
Il periodo ipotetico è una struttura sintattica composta da una proposizione subordinata condizionale o protasi e da una principale o apodosi. In inglese abbiamo:
- ipotesi della realtà (FIRST CONDITIONAL) con if + presente indicativo nella condizionale e futuro nella principale. (Es. : if it rains, I'll stay at home = se pioverà, starò a casa. If my parents come to my home tommorrow, I'll be very happy = se i miei genitori verranno a casa mia domani, sarò molto felice);
- situazione ipotetica nel presente (SECOND CONDITIONAL): if + past simple (congiuntivo imperfetto in italiano) + would + verbo. (Es.: if I were[33] the Prime Minister, I would cut taxes = se fossi il Primo Ministro, taglierei le tasse. If John had any problems, I'd help him = se Giovanni avesse dei problemi, lo aiuterei.);
- situazione ipotetica nel passato (THIRD CONDITIONAL): if + past perfect + would have + participio passato. (Es.: if I had gone to the party, I would have seen him = se fossi andato al party, lo avrei visto.  If your friends had had dinner with us, we would have been happy = se i tuoi amici avessero cenato con noi, saremmo stati felici)[34].

In inglese esiste anche lo ZERO CONDITIONAL con uso del presente indicativo sia nella proposizione condizionale, sia nella principale. Questa struttura sintattica è usata per evidenze e fatti scientifici e per verità generali.
Esempio (evidenza scientifica). If you heat water to 100°, it boils (= se scaldi l'acqua a 100°, bolle).
Esempio (verità generale). If you don't sleep enough, you feel tired (= se non dormi abbastanza, ti senti stanco).

### Uso dito wish,if only,it's time
Il verbo to wish può essere usato in inglese seguito dal simple past o da would + forma base del verbo.
- To wish + simple past indica dispiacere e desiderio per cose impossibili o improbabili (es.. I wish I had a new car = magari avessi, [se solo potessi; magari avessi] avere un'auto nuova. I wish I could buy an apartment = magari potessi comprare un appartamento).
- To wish + would + forma base è usato per indicare cose che vorremmo o non vorremmo la gente facesse (es.: I wish you would go home = vorrei tu andassi a casa.). Si tratta quindi di un'espressione che esprime un desiderio di cambiamento (es.: I wish they'd sit down - I can't see = vorrei che si sedessero - non riesco a vedere).

- Esiste anche l'espressione if only...= se solo.... (Es.: if only it would stop raining!). Es.: If only they'd (= they would) quiet = se solo stessero zitti!.

- Con l'espressione it's time (that), si usa il Past simple con riferimento a qualcosa che deve essere fatto nel prossimo futuro (es.. it's time we left = è ora che ce ne andiamo).

#### Verbi che reggono l'-ing form, labase forme l'infinito
- Reggono la forma verbale in -ing : to avoid (evitare), to admit (ammettere), can't help (non poter fare a meno di), to consider (considerare), to deny (negare), to delay (ritardare), to practise (praticare), (can't) face (non poter affrontare), to fancy (immaginare, pensare), to feel like (sentirsi, aver voglia di), to finish (finire), to give up (smettere), to imagine (immaginare), to keep on (continuare), to be used to (essere abituato a), to get used to (prendere l'abitudine a), to look forward to[36] (non veder l'ora di), to mind (badare a, fare attenzione), to miss (perdere), to postpone (posporre, rinviare), to put off (rinviare), to risk (rischiare), to spend / waste time (passare / sprecare tempo), to suggest (suggerire), to mind (occuparsi di; spiacere), to loathe (detestare). La forma in -ing si trova anche dopo le seguenti espressioni: (can't) stand (non sopportare), there is no use, no good, no point in (non vi è alcuna utilità, vantaggio, questione), it's worth (vale la pena), it's like (è come), to have difficulty, trouble, a problem (doing something).[37]
- Si usa la forma in -ing dopo to go + verbi indicanti sport o altre attività: to go sailing, to go surfing, to go swimming, to go scuba diving, to go fishing, to go skiing, to go riding, to go jogging, to go hiking, to go camping, to go bowling, etc.
- L'infinito sostantivato e il verbo indicante "attività" italiano si rende in inglese con il verbo in -ing: traveling (il viaggiare), reading (il leggere), learning foreign languages (l'apprendere lingue straniere), sleeping (il dormire), etc.
- Reggono l'infinito: to agree (essere d'accordo), to dare (osare), to fail (fallire), to happen (capitare, succedere), to hope (sperare), to decide (decidere), to manage (riuscire a), to mean (significare)[38], to offer (offrire), to promise (promettere), to decide (decidere), to prepare (preparare), to refuse (rifiutare), to pretend (fingere), to seem (sembrare), to wish (desiderare), ecc.
- Alcuni verbi sono seguiti da oggetto + infinito[39]: to want, would like, to allow (permettere), to ask (chiedere), can't bear (non poter sopportare), to cause (causare), to expect (aspettarsi), to force (forzare a), to get (ottenere, procurare), to help (aiutare)[40], to invite (invitare), to leave (lasciare), to need (aver bisogno di), to order (ordinare), to order (ordinare), to persuade (persuadere), to remind (far ricordare), to teach (insegnare), to tell (dire, raccontare), to warn (avvertire, ammonire).
- Reggono la base form (infinito senza to): to make (nel senso di "costringere"), to let (permettere, lasciare), to notice (notare), I'd rather (preferirei), I'd better (farei meglio). Reggono la base form anche le espressioni con il but nel significato del "che " restrittivo: to do nothing but (non fare nulla che), to do anything but (fare qualsiasi cosa tranne).[41][42]
- I seguenti verbi reggono l'infinito se è espressa la persona a cui è rivolta l'azione, invece la forma in - ing se la persona non è espressa: to advise, to encourage, to forbid, to permit, to recommend.[43]

- I verbi remember, forget and regret reggono il verbo in -ing se l'azione è passata, l'infinito se è un'azione che si è tenuti a fare.

Esempi. I remember meeting Paul last week. [Azione passata]
Don't forget to close the door. [Azione da fare]
- Il verbo to stop regge l'infinito se è espressa la ragione per cui ci si ferma nel fare qualcosa; il verbo in -ing se si dice che un'attività si ferma[44]. Con like, love, hate e prefer si può usare sia l'infinito sia il verbo in -ing tranne che al condizionale quando è obbligatorio poi il verbo all'infinito.[45] Go on regge l'infinito se indica il cambio di un un'attività, il verbo in -ing se indica la continuazione di un'attività.[46] Il verbo to try regge il verbo in -ing se si tratta di cercare di compiere qualcosa di difficile, mentre regge l'infinito se si tratta di un esperimento.[47]
- HAVING (DONE) something. Quando un'azione accade prima di qualcos'altro, si usa having done per la prima azione.(Es.: Having found a hotel, we looked for somewhere to eat. Having finished her work, she went home.). Quando si inizia una frase con "having done something" o "after doing something", si mette una virgola dopo questa parte della frase.

### Verbi di percezione
Già si sono considerati i verbi che reggono la forma base e la forma in -ing. I verbi di percezione hanno una doppia costruzione. Essi sono: to hear, to listen to, to watch, to feel, to smell. 
- Quando si percepisce un'azione nel suo completo svolgimento il verbo retto dal verbo di percezione si pone nella base form (infinito senza to): "verbo di percezione + do something" o "verbo di percezione + something happen".

Esempi. I saw Tom get into his car and drive off (= ho visto Tom entrare nella sua auto e andarsene). I didn't hear you come in (= non vi udii entrare).
- Quando si percepisce un'azione nel corso del suo svolgimento la costruzione è la seguente: "verbo di percezione + somebody doing something" o "verbo di percezione + something happening".

Esempi. Listen to the birds singing ! (= ascolta gli uccelli che cantano!). Can you smell something burning? (= puoi sentire qualcosa che brucia?).
- I verbi to find (to find somebody doing something) e to catch (to catch somebody doing something) reggono il verbo in -ing.

Esempi. I found him sitting under a tree and eating a sandwich (= lo trovai seduto sotto un albero che mangiava un sandwich). We caught him stealing (= lo sorprendemmo a rubare).

### L'accusativo (oggetto) e l'infinito
Verbi come to expect, to tell, to order, to wish, would like, would prefer, to want, to teach, to trust reggono il complemento oggetto seguito dall'infinito.
Esempi.
He expected everyone to leave = aspettava che tutti partissero. 
He wants me to learn English = egli vuole che io impari l'inglese.
I'd like you to come with me = mi piacerebbe che tu venissi con me.
I trust my brother to help me = ho fiducia che mio fratello mi aiuti

### I verbi semidifettivito needeto dare
- Il verbo to need (aver bisogno, necessitare) può essere costruito come un verbo modale (nelle domande e nella forma negativa senza do), specialmente per dire ciò che è o non è necessario al momento di parlare (Es.: Do I need to pay now?. Oppure: Need I pay now?).
- Didn't need to... e needn't have + participio passato sono due costruzioni con significati differenti. Nel primo caso significa che non era necessario fare qualcosa, nel secondo caso che non era necessario ma che fu fatto.

Esempi. We didn't need to hurry: we had lots of time = non avevamo bisogno di affrettarci: avevamo molto tempo [Non era necessario affrettarsi]. 
We needn't have hurried - we got there much too early = non ci saremmo dovuti affrettare - giungemmo troppo presto [non era necessario affrettarsi, ma lo facemmo].
- Se il verbo che è retto da need ha valore passivo, questo va nella forma in -ing. (Es.: The car needs washing = l'auto ha bisogno di essere lavata).

TO DARE. Il verbo to dare significa "osare" ed ha tutte le caratteristiche dei verbi modali solo al present simple, in frase interrogativa e negativa. Negli altri casi si comporta come un verbo ordinario e può essere seguito dall'infinito o dalla base form (infinito senza to). 
Esempi. How dare you say that? (= come osi dire ciò?). I didn't dare (to) ask him (= non ho osato chiederglielo).

### Ilfarecausativo
Il verbo "fare" con funzione causativa (= far fare qualcosa) si rende in inglese con l'espressione to have (to get) something done.
Esempi. My brother had (got) his apartment painted (= mio fratello fece dipingere il suo appartamento). I'm having (getting) my car washed tomorrow (= farò lavare la mia auto domani).

### Il verboto get
Il verbo irregolare to get (got - got) ha molti usi e significati. Significa: ottenere, procurare, comprare, (riuscire a) prendere, far diventare  (= to become)), portare, andare a prendere. 
- Può essere usato nella forma passiva al posto di to be.

Esempi. There was a fight, but nobody got hurt (= nobody was hurt).
I'm surprised. Peter didn't get offered the job (= Peter wasn't offered the job).
- Usato con un aggettivo ne assume il significato: to get worse (= peggiorare); to get better (= migliorare); to get ready (prepararsi), to get sick (ill) (= ammalarsi); to get bored (= annoiarsi); to get tired (= stancarsi) etc.

- Può essere usato nel "fare" causativo (to get something done).

Esempio. I think you should get your hair cut really short.
- I've got indica possesso e può essere usato invece di I have. Si usa anche per parlare di rapporti familiari ed interpersonali nonché di caratteristiche fisiche.

Esempio. I've got a new car (= I have a new car). I haven't got a new car (= I don't have a new car).
- Questo verbo, unito a preposizioni ed avverbi, assume molti significati diversi: to get about (muoversi; diffondersi [di notizia]); to get across (riuscire ad attraversare); to get along (cavarsela; andare d'accordo); to get around (spostarsi; aggirare un ostacolo; diffondersi di notizie); to get at (riuscire a raggiungere; criticare); to get away (fuggire; farla franca); to get back (tornare; rimettere a posto; restituire); to get back at someone (vendicarsi di qualcuno); to get behind (rimanere indietro); to get by (farcela; cavaresela); to get down (riuscire a scendere; deprimere, demoralizzare); to get down to (mettersi a fare qualcosa con impegno); to get in (raccogliere, ritirare, arrivare, essere eletto, andare al potere); to get into (entrare); to get off (scendere da un veicolo; far partire; provarci con qualcuno); to get on (salire o entrare in un veicolo; indossare; procedere; andare d'accordo con = to get on with); to get on to (mettersi in contatto; occuparsi di); to get on for (avvicinarsi a; essere circa); to get out (uscire; venire fuori [di notizia]); to get over (riuscire a superare); to get round (persuadère); to get through (superare una prova; passare, approvare una legge); to get through to (far pervenire; contattare per telefono); to get together (radunarsi); to get up (alzarsi; alzarsi [forza, volume]; vestire); to get up to (combinare); to get the sack (essere licenziato).[48] To get used to significa "abituarsi a" e regge il verbo seguente in -ing.

### Verbi con preposizioni
Si riportano qui alcuni verbi usati con preposizioni.
- Verbo + TO: talk, speak, listen, apologise, explain, describe.
- Verbo senza preposizione: phone, call, email, text, answer, ask (somebody a question), thank (somebody FOR).
- Verbo + AT: look, stare, glance, stare, have a look, laugh (at somebody = deridere), aim, point, shoot / fire (a gun at somebody).
- Verbo + AT o + TO: to shout AT somebody (= gridare con aggressività contro); to shout TO somebody (= gridare, chiamare). To throw AT somebody / something (= colpire qualcuno, qualcosa); to throw something TO somebody (= gettare qualcosa a qualcuno per prendere).
- Verbo + ABOUT: talk, read, know, have a discussion, do something / nothing ABOUT something.
- Verbo + FOR: ask somebody FOR (= chiedere per avere, ottenere); apply (TO a company, etc.) FOR a job, etc.; search; leave (for another place); wait.
- Verbo + FOR o OF: to take care OF (= badare a, prendersi la responsabilità per), care FOR somebody (= take care of them), care ABOUT (= think that somebody / something is important), care what / where / how (senza ABOUT).
- Look FOR o AFTER: look for (= cercare), look after (= badare a).
- Hear ABOUT = dire riguardo a qualcosa. Hear OF = sapere che qualcuno / qualcosa esiste. Hear FROM = essere in contatto con qualcuno, avere notizie di.
- Think ABOUT something = considerare, concentrae la mente su. Think OF something = produrre un'idea.
- Dream ABOUT = sognare di qualcuno / qualcosa da sveglio. Dream OF / ABOUT: immaginare.
- Complain (TO somebody) ABOUT: dire a qualcuno che non sei soddisfatto riguardo a qualcosa. Complain OF a pain, an illness, ecc. = dire che avete un dolore, etc.
- Remind somebody ABOUT = dire a qualcuno di non dimenticare. Remind somebody OF: fare ricordare a qualcuno.
- Verbo + OF: accuse, suspect, approve, disapprove, die, consist.
- Verbo + FOR: pay (somebody) FOR; thank, forgive somebody FOR; apologise (TO somebody) FOR; blame; blame (a problem, etc.) ON somebody.
- Verbo + FROM: suffer, protect, prevent.
- Verbo + ON: depend, rely (= fare affidamento su); live (ON money, food, etc.); congratulate / compliment somebody ON something.
- Verbo + IN: believe, specialise, succeed (= aver successo). To be in a good, bad mood (= essere di buon, cattivo umore).
- Verbo + INTO: break, crash / drive / bump / run; divide / cut / split; traslate (FROM....INTO).
- Verbo + WITH: collide, fill, rovide / supply somebody WITH; to be fed up (essere stufo di) WITH.
- Verbo + TO: happen, invite (somebody to a party, a dinner, etc.); prefer one thing TO another.
- Verbo + ON: insist, concentrate, spend (money) ON.

### Indirect speech
Nel discorso indiretto o riportato cambiano i tempi verbali:
- DIRECT SPEECH (PRESENT SIMPLE). He said:” I want to get away”.

INDIRECT SPEECH (PAST SIMPLE). He told me (that) he wanted to get away.
- DIRECT SPEECH (PAST SIMPLE). He said:” I had an awful time last year”.

INDIRECT SPEECH (PAST PERFECT). He told me (that) he had had an awful time the year before.
- DIRECT SPEECH (PRESENT PERFECT). He said:” I’ve found a new job in Canada”.

INDIRECT SPEECH (PAST PERFECT). He told me (that) he had found a new job in Canada.
- DIRECT SPEECH (PRESENT CONTINUOUS). He said:” I’m leaving tomorrow”.

INDIRECT SPEECH (PAST SCONTINUOUS). He told me (that) he was leaving the next day.
- DIRECT SPEECH (AM / IS  / ARE GOING). He said:” I’m going to start a new life”.

INDIRECT SPEECH (WAS / WERE GOING TO). He told me (that) he was going to start a new life.
- DIRECT SPEECH (WILL / WON’T). he said:” I’ll write to you when I get there”.

INDIRECT SPEECH. (WOULD / WOULDN’T). He told me (that) he would write to me when he got there.
- DIRECT SPEECH (CAN / CAN’T). He said:” You can come and see me”.

INDIRECT SPEECH (COULD / COULDN’T). He told me (that) I could come / go and see him.
- Da notare che nel reported speech cambiano i referenti temporali. A esempio last year diventa the year before, tomorrow diventa the next day. Cambiano pure i pronomi personali: a esempio I diventa he etc.

#### Iphrasal verbs
Alcune migliaia sono i phrasal verbs in inglese. Essi si formano aggiungendo un avverbio o una preposizione o anche entrambi. Si riportano alcuni esempi da cui si vede come il verbo frasale assuma significati ben diversi dal verbo originario.
- To tell off = rimproverare [to tell: dire, raccontare]. To bring about = causare [to bring: portare]. To give up = smettere, cessare di [to give = dare]. To let down = deludere [to let = permettere, lasciare]. To drop in = visitare qualcuno senza pianificazione [to drop = gocciolare, far gocciolare, cadere, lasciarsi cadere]. To drop out = fermarsi prima di avere completamente finito un corso, attività, ecc. To carry out = portare a termine [to carry = portare]. To keep up with = stare al passo con [to keep = tenere, mantenere]. To sort out = trovare una soluzione, mettere in ordine [to sort = classificare, selezionare].
- Alcuni phrasal verbs assumono più significati che dipendono dal contesto in cui sono usati. Ad esempio to work out può significare: fare esercizi fisici[49]; sviluppare, progredire; calcolare[50]; risultare (di calcolo)[51]; comprendere[52]. Il verbo put up può significare: innalzare, erigere, alzare, appendere. Ma significa anche "alloggiare" e, con aggiunta di for, significa "offrire in vendita". To put off significa "rinviare", mentre to blow up significa esplodere [to blow = soffiare]. To run over (= investire con un mezzo. [To run = correre, gestire]); to run out (= esaurire una cosa, un prodotto; scadere [tempo]).
- Con il verbo to play (giocare, recitare, suonare uno strumento) abbiamo vari phrasal verbs: to play about, around (= scherzare con; prendere alla leggera); to play along with (= adeguarsi a); to play down (= minimizzare); to play truant (= marinare la scuola; "bruciare".
- Il verbo to break (= rompere, spezzare) assume molti significati se seguito da avverbi o preposizioni. To break away = scappar via; to break down = abbattere; to break in = entrare con forza, to break into = irrompere, prorompere, scoppiare in (lacrime, ecc.); to break off = staccare; to break out = scoppiare (gerra, epidemia, rivolta); to break up = fare a pezzi. Si ricordano anche le seguenti espressioni: break a leg! (in bocca al lupo)[53]; to break cover = uscire allo scoperto; to break open = aprire con violenza; to break new ground = fare nuove scoperte; to break loose (o free) = liberasi; breaking news = ultimissime notizie.
- To be burnt out (to burn - burnt -burnt = bruciare) significa "essere esausto, consumato". To be sold out (to sell - sold - sold = vendere) significa "essere esaurito".
- Con il verbo to be abbiamo i seguenti verbi frasali:  to be about (= essere in giro; stare per); to be along (= venire, arrivare); to be at (= stare addosso, incalzare); to be in (= essere in casa; essere di moda; essere in carrica; essere alla battuta [nello sport]); to be into something (= essere in; interessarisi a qualcosa); to be down (= essere in debito; essere al verde; essere ridotto a [to]); to be on (= essere indetto; essere in programma; + to = mettersi in contatto con); to be out (= essere fuori; essere finito); to be through (= aver chiuso,, terminato un rapporto); to be up (= essere aumentato; apparire, presentarsi. [What's up ? = che succede?]; to be up to (= essere immerso, intento a ; spettare, toccare)[54]; to be with (= essere alle dipendenze di); to be up and about = essere in piedi; essere del tutto ristabilito; to be well up in (= essere ferrato in); to be over (essere finito).

### Ordine delle parole nella frase
In inglese l'ordine delle parole è sintetizzato nell'acronimo SVOMPT (Subject + Verb + Object + Manner + Place + Time).Tuttavia le locuzioni temporali possono essere messe all'inizio della frase, soprattutto espressioni come this Saturday, last week / month / year ....
Esempi. She [subject] found [verb] the book [object] easily [manner] in that bookshop [place] yesterday [time]. He did the excercise quickly on the bus yesterday morning. Last night I watched a football match on TV.

#### Alcune espressioni idiomatiche
L'inglese ha numerosissime espressioni idiomatiche. Se ne riportano alcune in questo paragrafo.
- What, where, when, who on earth (o: in the world).... = che cosa, dove, quando, chi mai.....
- What is (are, was, were, etc.)........like? = com'è (sono, era, erano, ecc.).....?[59]
- To be the cup of tea = essere la cosa preferita, più piacevole.
- The stirrup cup = il bicchiere della staffa, l'ultimo che si beve prima di congedarsi, di partire.
- Someone's cup is full (or: runneth over) = essere molto felice; essere pieno di emozione (richiamo biblico dal Libro dei Salmi 23, 5).[60]
- Not for all the tea in China = neanche per tutto l'oro del mondo.
- To rain cats and dogs = piovere a dirotto, a catinelle.
- To pull the leg = prendere in giro.
- Break the leg! = in bocca al lupo!
- To go through the roof = andare su tutte le furie o "andare alle stelle" (di prezzi).
- To go to town on something = metterci l'anima, fare qualcosa con entusiasmo; agire o comportarsi senza moderazione (anche con grandi spese). Esempio: They've really go to town on decorating their home.
- To go berserk = arrabbiarsi molto, andare in uno stato di furia incontrollabile.[61]
- To blow someone's mind = mandare fuori di testa.
- To play (to act) the fool = comportarsi da sciocco.[62][63]
- To play truant = marinare a scuola.(Truant = assente ingiustificato).
- To play God = atteggiarsi a Padreterno.
- To be born with a silver spoon in one's mouth ("essere nato con un cucchiaio d'argento nella propria bocca") = essere nato con la camicia.
- To raise hell (devil, Cain) = suscitare un inferno, scatenare un putiferio.
- To give, have, take, hold the floor = dare, avere, prendere, tenere la parola.[64]
- To be a couch potato = essere un poltrone, un teledipendente.
- To be under weather = essere malato, non sentirsi bene.
- The ball is in your court = tocca a te decidere.
- To spill the beans (letteralmente: "versare i fagioli") = spifferare qualcosa; svelare un segreto.
- To be full of beans = essere su di giri.
- It isn't worth a bean = non vale niente.
- To sit on the fence (letteralmente: "sedersi sullo steccato") = restare neutrale.
- To take it with a pinch of salt = non prenderla troppo seriamente.
- Come rain or shine = qualunque cosa succeda.
- To go down flames = fallire in modo spettacolare.
- To see eye to eye = essere completamente d'accordo.
- To jump (to climb) on the bandwagon = seguire una moda; saltare sul carro del vincitore.
- As right as rain = perfetto.
- To beat around the bush (letteralmente: battere intorno al cespuglio) = evitare qualcosa; menare il can per l'aia.
- To hit the sack = andare a letto.
- To miss the boat = essere troppo tardi.
- To be fired = essere licenziato (to fire = sparare, infiammare).
- By the skin of your teeth (letteralmente: "per la pelle dei tuoi denti") = a malapena, per il rotto della cuffia.
- To be over the moon = essere al settimo cielo (anche: to be in the seventh heaven).[65]).
- To read the Riot Act = ammonire severamente qualcuno.[66]
- Odds (= differenze; disuguaglianza; pronostico, probabilità)). Da qui le espressioni idiomatiche: against all (the) odds (= malgrado tutto); at odds (= in disaccordo); what's the odds? (= che importa?).
- To bend over backwards = farsi in quattro.
- To bury one's head in the sand = avere le fette di salame sugli occhi.
- To cost an arm and a leg = costare un occhio della testa.
- To burn the midnight oil = fare le ore piccole.
- It is no use crying over spilt milk = non piangere sul latte versato.
- To pass the buck = fare da scaricabarile.
- To turn over a new leaf = voltar pagina.[67]
- To kick the bucket = to die. (Bucket è il "secchio").
- To be the toast = essere la persona più festeggiata (toast nel significato di "persona a cui si brinda", "brindisi")[68].
- To be in someone's bad (black) / good books = essere negli sfavori / favori di qualcuno.
- Agenda = "argomenti da discutere", "ordine del giorno", ma anche "secondi fini" (to have an agenda = avere secondi fini).[69]
- To be a Florence Nightingale = badare a qualcuno che è ammalato.
- A man Friday = un leale e gran servo lavoratore. A girl Friday è una ragazza o giovane donna, impiegata a svolgere vari compiti.[70]
- (As) welcome (as) flowers in May = molto benvenuto come i fiori in Maggio.
- (As) rich (as) Croesus = ricco come Creso, re della Lidia.
- Between Scylla and Charybdis = essere fra Scilla e Cariddi, tra due situazioni o prospettive di eguale pericolo.
- To be an early bird = essere una persona mattiniera.
- To be in apple pie order = essere in perfetto ordine (apple pie = torta di mele).
- To upset the apple cart (o: someone's apple cart) = sconvolgere i piani di qualcuno.
- To wake up on the wrong side of the bed = essere di cattivo umore ed essere facilmente infastidito tutto il giorno.

Esistono anche varie espressioni idiomatiche che utilizzano i colori.
- To feel (look) blue = sentirsi depresso.
- Once in a blue moon = una volta a ogni morte di papa.
- (To be caught) between the devil and the deep blue sea = essere preso tra l'incudine e il martello.
- To be green (with envy) = essere verde dall'invidia.
- To get the green light = ottenere il via libera.
- To be in red = essere in rosso, in debito.
- To paint the town red = fare baldoria.
- To see red = reagire con molta rabbia.
- To be yellow = essere vile, codardo.
- To be a white elephant = essere un oggetto inutile.
- To be as a white ghost = essere bianco, pallido come un fantasma.
- To blackball someone = escludere, rifiutare qualcuno.
- To be a horse of another color/ a horse of a different color = " essere qualcosa di totalmente diverso"; o "essere un’altra storia".

Espressioni idiomatiche con house e home.
- Until the cows come home = per lunghissimo tempo (per sempre).
- To bring home the bacon = guadagnare denaro e supportare una famiglia.
- To be like a house on fire = andare molto d'accordo, avere un profondo legame.
- To make yourself at home = sentirsi come a casa propria.
- To be actually as safe as houses = essere molto sicuro, stabile.
- To bring the house down = essere un grande successo.

### Alcunifalse friends
Si riportano qui alcuni "falsi amici" che possono trarre in inganno per la loro somiglianza con l'italiano.
- Delusion: non "delusione" (= disappointment), ma "illusione";
- to delude: non "deludere" (= to disappoint, to let down), ma "ingannare";
- eventually: non "eventualmente" (= in case), ma "alla fine";
- casual: non "casuale" (= accidental, chance)[71], ma "informale";
- confidence: non "confidenza" (= familiarity, intimacy), ma "fiducia";
- preservatives: non "preservativi" (= condom), ma "conservanti";
- incident: non "incidente" (= accident), ma "evento";
- commodity: non "comodità (= comfort), ma "merce, prodotto";
- estate: non "estate" (= Summer), ma "proprietà";
- library: non "libreria" (= bookcase, bookshelves), ma "biblioteca";
- patent: non "patente" (= licence; patente di guida = driving licence), ma "brevetto";
- large: non "largo" (= wide, broad), ma "grande";
- romance: non "romanzo" (= novel), ma "storia d’amore";
- agenda[72]: non "taccuino" (= diary), ma "ordine del giorno";
- affectionate non "affezionato" (= fond of; attached to) ma "affettuoso";
- to advertise: non "avvertire, avvisare" (= to inform; to warn), ma "fare pubblicità";[73]
- sympathy: non "simpatia" (= liking, attraction), ma "compassione" e "condoglianze" (è un "uncountable noun");
- sympathetic: non "simpatico" (= nice, likebale, pleasant) ma "comprensivo, compassionevole";
- mansion: non "mansione" (= task, duty) ma "residenza, palazzo";[74]
- comprehensive: non "comprensivo" (= indulgent to, towards; to be understanding), ma "esauriente";
- argument: non "argomento" (= topic, subject), ma "litigio" (e così il verbo to argue)[75];
- consistent: non "consistente" (= substantial), ma "coerente";
- parents: non "parenti" (= relatives), ma "genitori";
- rumour: non "rumore" (= noise), ma "diceria". It's rumoured that....= corre voce che...;
- contest: non "contesto" (= context), ma "competizione, gara";
- curriculum: non "curriculum vitae", ma "piano di studi accademico";
- stamp: non "stampa" (= printing), ma "francobollo";
- camera: non "camera" (= room), ma "macchina fotografica";
- candid: non "candido" (= white, clean, spotless), ma “sincero”;
- to abuse: non "abusare" (= to overindulge (in), to; to rape someone [abusare sessualmente]), ma "approfittare";
- abusive  non "abusivo" (= illegal), ma "ingiurioso";
- chest: non "cesto" (= basket), ma "cassa, scrigno"; "petto, torace".
- adjust non "aggiustare" (= to repair, to mend, to fix), ma "adattarsi";
- annoy: non "annoiare" (= to bore, to weary), ma "infastidire"[76];
- cold: non "caldo" (warm, hot), ma "freddo";
- comics: non "comici" (= comic actors), ma "fumetti";
- commotion: non "commozione (= emotion = emozione), ma "confusione, disotrdine";
- terrific: non "terrificante" (= terrifying, appaling), ma “magnifico (in senso positivo)”;
- dependant: non "dipendente di lavoro" (= employer), ma "familiare a carico";
- notice: non "notizia" (= news), ma "avviso, comunicazione";
- lame: non "lame" (= blades), ma "zoppo";
- lecture : non "lettura" (= reading), ma "conferenza, lezione universitaria";
- brave: non "bravo" in (= good at, clever at), ma "coraggioso";
- sensible non "sensibile" (= sensitive), ma "razionale, sensato";
- sensitive non "sensitivo" (sensorial, sensory), ma "sensibile";
- educated non "educato" (= polite, well-mannered), ma "istruito",
- factory non "fattoria" (= farm), ma "industria, fabbrica".

## Vocaboli diffusi e/o basilari in lingua inglese

### Convenevoli e simili espressioni fisse e diffuse
I convenevoli, siccome sono espressioni formulaiche che cambiano in toto o in parte da una lingua all'altra, s'imparano a memoria e mettendoli in coppia con la risposta. Altre espressioni indicate sono molto diffuse, fisse e utili, e.g. "aiuto!".
| Convenevoli/espressioni                      | Traduzione                                                                        |
| -------------------------------------------- | --------------------------------------------------------------------------------- |
| Hi! Hello! Hallo! (raro)                     | Ciao!                                                                             |
| Hi John/Pedro/Emmanuel!                      | Ciao John/Pedro/Emmanuel!                                                         |
| Hi/Hello everyone!                           | Ciao a tutti/e!                                                                   |
| Good morning (everyone)!                     | Buongiorno (a tutti)! (formale)                                                   |
| Good morning, Mr. da Silva                   | Buongiorno, signor da Silva!                                                      |
| Nice to meet you.                            | Piacere di conoscerti/conoscervi/conoscerLa                                       |
| How do you do?                               | Piacere di conoscerLa (molto formale) (si risponde allo stesso modo)              |
| Welcome to the United States of America!     | Benvenuto/i/a/e negli Stati Uniti d'America!                                      |
| Welcome to California                        | Benvenuto in California!                                                          |
| Welcome everyone to San Diego!               | Benvenuti a tutti a San Diego!                                                    |
| "Long time no see!"                          | Non ci vediamo da tanto tempo! (calco letterale da 好久不见！Hao3jiu3 bu2 jian4!) |
| How are you (today)?                         | Come stai (oggi)?                                                                 |
| Is everything ok?                            | Tutto bene?                                                                       |
| I'm fine, thank you.                         | Sto bene, grazie.                                                                 |
| What's up?                                   | Come butta? Che c'è di nuovo?                                                     |
| Thank you (very much)                        | (Molte) grazie.                                                                   |
| Not at all!                                  | Di niente.                                                                        |
| Goodbye!                                     | Buona giornata! (per congedarsi)                                                  |
| Bye(-bye)!                                   | Arrivederci (informale)                                                           |
| See you later!                               | A più tardi! / Ci vediamo dopo!                                                   |
| See you tomorrow (morning)!                  | Ci vediamo domani (mattina)!                                                      |
| See you next time!                           | Alla prossima!                                                                    |
| See you next Monday/on Monday!               | Ci vediamo lunedì!                                                                |
| Farewell!                                    | Addio!                                                                            |
| I'm (really/so) sorry                        | Scusa (tantissimo)                                                                |
| Enjoy (your meal)! Have a nice meal!         | Buon appetito!                                                                    |
| Congratulations (for your commitment)!       | Congratulazioni (per il tuo impegno)!                                             |
| Excuse me Sir, ...                           | Scusi signore, ... [per attirare l'attenzione]                                    |
| Good afternoon!                              | Buon pomeriggio!                                                                  |
| Good evening!                                | Buonasera                                                                         |
| Good night (and sweet dreams)!               | Buonanotte (e sogni d'oro)                                                        |
| What time is it? Wht's the time?             | Che ore sono?                                                                     |
| What's the date today?                       | Che giorno è oggi?                                                                |
| What's your name?                            | Come ti chiami?                                                                   |
| What's your (tele)phone number?              | Qual è il tuo numero di telefono?                                                 |
| How old are you?                             | Quanti anni hai?                                                                  |
| Could you please tell me your address?       | Per favore, potresti dirmi il tuo indirizzo?                                      |
| Could you please tell me your email address? | Per favore, potresti dirmi il tuo indirizzo email?                                |
| Could you please tell me where is X?         | Per favore, potrebbe dirmi dove è X?                                              |
| Dear Mohamed, ...                            | Caro Mohamed, ...                                                                 |
| Dear Mrs. Li, ...                            | Cara signora Li, ...                                                              |
| Happy birthday (to you)!                     | Buon compleanno!                                                                  |
| Have a nice travel!                          | Buon viaggio!                                                                     |
| Happy new year!                              | Buon anno nuovo!                                                                  |
| No problem (for me)!                         | Nessun problema!                                                                  |
| Yes                                          | Sì                                                                                |
| No                                           | No                                                                                |
| Help me (please)!                            | Aiutami (per favore)!                                                             |
| I'm (really) hungry.                         | Ho (molta) fame                                                                   |
| I'm (really) thirsty.                        | Ho (molta) sete                                                                   |
| I'm (really) cold.                           | Ho (molto) freddo                                                                 |
| I'm hurt.                                    | Sono ferito                                                                       |
| I can't speak English very well.             | Non parlo benissimo l'inglese                                                     |
| How do you say X in English.                 | Come si dice X in inglese?                                                        |
| Can/Do you speak a little English?           | Parli un pochino di inglese?                                                      |
| How can I help you? Do you need any help?    | Come posso aiutarti? Hai bisogno di aiuto?                                        |

### Nomi di persona maschili e femminili diffusi inglesi; cognomi diffusi
Vengono qui elencati alcuni nomi e cognomi diffusi per dare una vaga idea di come siano in inglese. Per la precisione, i nomi propri sono i 50 più diffusi dal 1920 al 2019, su una lista di 100 nomi. Alcuni non sono originali inglesi. I cognomi fanno parte dei 100 più diffusi.
| Nomi maschili | Nomi femminili | Cognomi diffusi |
| ------------- | -------------- | --------------- |
| James         | Mary           | Smith           |
| John          | Patricia       | Jones           |
| Robert        | Jennifer       | Williams        |
| Michael       | Linda          | Taylor          |
| William       | Elizabeth      | Brown           |
| David         | Barbara        | Davies          |
| Richard       | Susan          | Evans           |
| Joseph        | Jessica        | Wilson          |
| Thomas        | Sarah          | Thomas          |
| Charles       | Karen          | Johnson         |
| Christopher   | Nancy          | Roberts         |
| Daniel        | Lisa           | Robinson        |
| Matthew       | Margaret       | Thompson        |
| Anthony       | Betty          | Wright          |
| Donald        | Sandra         | Walker          |
| Mark          | Ashley         | White           |
| Paul          | Dorothy        | Edwards         |
| Steven        | Kimberly       | Huges           |
| Andrew        | Emily          | Green           |
| Kenneth       | Donna          | Hall            |
| Joshua        | Michelle       | Lewis           |
| Kevin         | Carol          | Harris          |
| Brian         | Amanda         | Clarke          |
| George        | Melissa        | Patel           |
| Edward        | Deborah        | Jackson         |
| Ronald        | Stephanie      | Wood            |
| Timothy       | Rebecca        | Turner          |
| Jason         | Laura          | Martin          |
| Jeffrey       | Sharon         | Cooper          |
| Ryan          | Cynthia        | Hill            |
| Jacob         | Kathleen       | Ward            |
| Gary          | Amy            | Morris          |
| Nicholas      | Shirley        | Moore           |
| Eric          | Angela         | Clark           |
| Jonathan      | Helen          | Lee             |
| Stephen       | Anna           | King            |
| Larry         | Brenda         | Baker           |
| Justin        | Pamela         | Harrison        |
| Scott         | Nicole         | Morgan          |
| Brandon       | Samantha       | Allen           |
| Benjamin      | Katherine      | James           |
| Samuel        | Emma           | Scott           |
| Frank         | Ruth           | Phillips        |
| Gregory       | Christine      | Watson          |
| Raymond       | Catherine      | Davis           |
| Alexander     | Debra          | Parker          |
| Patrick       | Rachel         | Price           |
| Jack          | Carolyn        | Bennett         |
| Dennis        | Janet          | Young           |
| Jerry         | Virginia       | Griffiths       |

### Nomi comuni di persona (e.g. mestieri)
(Al singolare, viene inserito l'articolo indeterminativo per distinguere "a/an", mentre l'articolo determinativo "the" non presenta difficoltà siccome è invariabile a priori)
| Vocabolo (singolare > plurale) | Traduzione                                                                                |
| --- | ----------------------------------------------------------------------------------------- |
| a professor > the professors | il professore                                                                             |
| a teacher > the teachers | il maestro                                                                                |
| an employee > the employees | l'impiegato                                                                               |
| a secretary > the secretaries | il segretario (di uffici o grandi istituzioni)                                            |
| a librarian > the librarians | il bibliotecario                                                                          |
| an actor > the actors [an actress > the actresses] (femm.) | l'attore                                                                                  |
| a doctor > the doctors | il medico                                                                                 |
| a lawyer > the lawyers | l'avvocato                                                                                |
| a manager > the managers | il manager/gestore                                                                        |
| a CEO/Chief Executive Officer > the CEOs | il CEO                                                                                    |
| a writer > the writers [an author > the authors] | lo scrittore ["l'autore"]                                                                 |
| a journalist > the journalists | il giornalista                                                                            |
| a musician > the musicians [a guitarist > the guitarists] [a pianist > the pianists] [a violinist > the violinists] [a drummer > the drummers] [a singer > the singers] | il musicista [il chitarrista] [il pianista] [il violinista] [il batterista] [il cantante] |
| a youtuber > the youtuber [an influencer > the influencer] | lo youtuber [l'influencer]                                                                |
| a director > the directors | direttore; regista                                                                        |
| a policeman/police officer > the policemen/police officers [a policewoman > the policewomen] (femm.)                                                                    | il poliziotto                                                                             |
| a judge > the judges | il giudice                                                                                |
| a chemist > the chemists | il chimico                                                                                |
| a dentist > the dentits | il dentista                                                                               |
| a vet(erinary) > the vet(erinarie)s | il veterinario                                                                            |
| a cashier > the cashiers | il cassiere                                                                               |
| a trainer > the trainers | l'allenatore                                                                              |
| a politician > the politicians | il politico                                                                               |
| a peasant > the peasants | il contadino                                                                              |
| a firefighter > the firefighters | il pompiere                                                                               |
| a gigolò > the gigolòs; a prostitute > the prostitutes | il gigolò, la prostituta                                                                  |
| a drug trafficker > the drug traffickers | il trafficante/lo spacciatore                                                             |
| a priest > the priests | il prete                                                                                  |
| an electrician > the electricians | l'elettricista                                                                            |
| a tourist > the tourists | il turista                                                                                |
| a translator > the translators | il traduttore                                                                             |
| a painter > the painters | il pittore                                                                                |
| a sculptor > the sculptors | lo scultore                                                                               |
| a technician > the technicians | il tecnico                                                                                |
| a worker > the workers | il lavoratore                                                                             |
| a butcher > the butchers | il macellaio                                                                              |
| a greengrocer > the greengrocers | il fruttivendolo                                                                          |
| an artesan > the artesans | l'artigiano                                                                               |
| a seller > the sellers | il venditore                                                                              |
| an entrepreneur > the entrepreneurs | l'imprenditore                                                                            |
| a developer > the developers | lo sviluppatore                                                                           |
| a tailor > the tailors | il sarto                                                                                  |
| a soldier > the soldiers | il soldato                                                                                |
| a driver > the drivers (e.g. the bus drivers, the taxi drivers) | l'autista/il conducente                                                                   |
| a barman > the barmen [a barwoman > the barwomen] | il barman                                                                                 |
| a hairdresser > the hairdressers | il parrucchiere                                                                           |
| a chef > the chefs | il cuoco/lo chef                                                                          |
| a waiter > the waiters | il cameriere                                                                              |
| an architect > the architects | l'architetto                                                                              |
| an engineer > the engineers | l'ingegnere                                                                               |
| a scholar > the scholars | lo studioso                                                                               |
| a scientist > the scientists | lo scienziato                                                                             |
| a student > the students | lo studente                                                                               |
| an unemployed > the unemployed | il disoccupato                                                                            |
| a man > the men; a woman > the women | l'uomo > la donna                                                                         |
| a child > the children | il bambino                                                                                |
| a husband > the husbands; a wife > the wives | il marito > la moglie                                                                     |
| a boy > the boys; a girl > the girls [a teenager > the teenagers] | il ragazzo > la ragazza [l'adolescente > gli adolescenti]                                 |
| a boyfriend > the boyfriends; a girlfriend > the girlfriends | il fidanzato > la fidanzata                                                               |
| an elder > the elders | l'anziano/il vecchio > l'anziana/la vecchia                                               |
| a father > the fathers; a mother > the mothers | il padre > la madre                                                                       |

### Nomi comuni di luogo (incluse le stanze della casa) ed elementi geografici
| Vocabolo (singolare > plurale)                                        | Traduzione                                              |
| --------------------------------------------------------------------- | ------------------------------------------------------- |
| a house > the houses                                                  | la casa [a home: casa/famiglia]                         |
| a living room > the living rooms                                      | il soggiorno                                            |
| a kitchen > the kitchens                                              | la cucina                                               |
| a bedroom > the bedrooms                                              | la camera da letto                                      |
| a bathroom > the bathrooms                                            | il bagno                                                |
| a wardrobe > the wardrobes                                            | l'armadio                                               |
| a corridor > the corridors                                            | il corridoio                                            |
| a roof > the roofs                                                    | il tetto                                                |
| a city hall > the city halls                                          | il municipio                                            |
| a library > the libraries                                             | la biblioteca                                           |
| a lumber room > the lumber rooms                                      | il ripostiglio                                          |
| a supermarket > the supermarkets                                      | il supermercato                                         |
| a football field > the football fields                                | il campo da calcio/football [football: UK; soccer: USA] |
| a bank > the banks                                                    | la banca                                                |
| a street > the streets; a road > the roads* an avenue > the avenues** | la strada (*anche astratto; **enorme)                   |
| a parking > the parkings [a parking slot > the parking slots]         | il parcheggio [il posto auto]                           |
| a square > the squares                                                | la piazza [pure "il quadrato"]                          |
| an hospital > the hospitals                                           | l'ospedale                                              |
| an airport > the airports                                             | l'aeroporto                                             |
| a train station > the train stations                                  | la stazione del treno                                   |
| a subway station > the subway stations                                | la stazione della metro(politana)                       |
| a bus stop > the bus stops                                            | la fermata del bus                                      |
| a school > the schools                                                | la scuola                                               |
| a university > the universities                                       | l'università                                            |
| a theatre > the theatres                                              | il teatro                                               |
| a restaurant > the restaurants                                        | il ristorante                                           |
| a hotel > the hotels; a motel > the motels                            | l'hotel, il motel                                       |
| a park > the parks                                                    | il parco                                                |
| a church > the churches                                               | la chiesa                                               |
| a skyscraper > the skyscrapers                                        | il grattacielo                                          |
| a villa > the villas                                                  | la villa                                                |
| a mountain > the mountains                                            | la montagna                                             |
| a hill > the hills                                                    | la collina                                              |
| a plain > the plains; a flat land > the flat lands                    | la pianura                                              |
| a sea > the seas                                                      | il mare                                                 |
| a river > the rivers                                                  | il fiume                                                |
| a lake > the lakes                                                    | il lago                                                 |
| a beach > the beaches                                                 | la spiaggia                                             |
| a forest > the forests                                                | la foresta                                              |
| a volcano > the volcanoes                                             | il vulcano                                              |
| a desert > the deserts                                                | il deserto                                              |
| a savannah > the savannas                                             | la savana                                               |
| a city > the cities                                                   | la città                                                |
| the countryside > the countrysides                                    | la campagna                                             |

### Nomi di mobili, piccoli oggetti e attrezzi non tecnologici e analogici, mezzi di spostamento
| Vocabolo (singolare > plurale)                        | Traduzione                         |
| ----------------------------------------------------- | ---------------------------------- |
| an (electric) car > the (electric) cars               | la macchina/automobile (elettrica) |
| a chariot > the chariots                              | la carrozza                        |
| a bycicle/byke > the bycicles/bykes                   | la bicicletta                      |
| a scooter > the scooters                              | lo scooter                         |
| a moto(rbyke) > the motorbikes                        | la moto                            |
| an airplane > the airplanes                           | l'aereo                            |
| a helicopter > the helicopters                        | l'elicottero                       |
| a camper > the campers                                | il camper                          |
| a truck > the trucks (USA) a lorry > the lorries (UK) | il camion/furgone                  |
| a dish > the dishes                                   | il piatto                          |
| a fork > the forks                                    | la forchetta                       |
| a spoon > the spoons                                  | il cucchiaio                       |
| a knife > the knives                                  | il coltello                        |
| a pot > the pots                                      | la pentola                         |
| a pan > the pans                                      | la padella                         |
| a compass > the compasses                             | la bussola; il compasso            |
| a wrench > the wrenches                               | la chiave inglese                  |
| a nail > the nails                                    | il chiodo                          |
| a bottle > the bottles                                | la bottiglia                       |
| an umbrella > the umbrellas                           | l'ombrello                         |
| a door > the doors                                    | la porta                           |
| a window > the windows                                | la finestra                        |
| a pen > the pens                                      | la penna                           |
| a pencil > the pencils                                | la matita                          |
| a sheet (of paper) > the sheets (of paper)            | il foglio                          |
| a sheet > the sheets                                  | la coperta                         |
| a box > the boxes                                     | la scatola                         |
| a crate > the crates                                  | la cassetta (e.g. di frutta)       |
| a table > the tables                                  | il tavolo                          |
| a chair > the chairs                                  | la sedia                           |
| a sofa > the sofas                                    | la poltrona                        |
| a carpet > the carpets                                | il tappeto                         |
| a painting > the paintings                            | il dipinto/quadro                  |
| a vase > the vases; a flowerpot > the flowerpots*     | il vaso (* da fiori)               |
| a bookcase > the bookcases                            | la libreria [mobile]               |
| a sink > the sinks                                    | il lavandino                       |
| a tap > the taps                                      | il rubinetto                       |
| a cap > the caps [!!! il cappello: the hat]           | il tappo                           |
| a mirror > the mirrors                                | lo specchio                        |
| a comb > the combs                                    | il pettine                         |
| a key > the keys                                      | la chiave                          |

### Nomi di oggetti tecnologici digitali
| Vocabolo (singolare > plurale)                                          | Traduzione                    |
| ----------------------------------------------------------------------- | ----------------------------- |
| a (desktop) computer > the (desktop) computers                          | il computer (fisso/desktop)   |
| a laptop > the laptops                                                  | il computer portatile         |
| a phone > the phones                                                    | il telefono                   |
| a smartphone > the smartphones (a cellphone > the cellphones)           | lo smartphone (il cellulare)  |
| a tablet > the tables                                                   | il tablet                     |
| a charging cable > the charging cables                                  | il cavo di ricarica           |
| a USB key > the USB keys                                                | la chiavetta USB              |
| a headphone > the headphones                                            | le cuffie                     |
| a digital wristwach > the digital wristwatches                          | l'orologio digitale           |
| a printer > the printers                                                | la stampante                  |
| a blender/mixer > the blenders/mixers                                   | il frullatore                 |
| an oven > the ovens                                                     | il forno                      |
| a microwave (oven) > the microwave ovens                                | il forno a microonde          |
| a musical player > the music players                                    | il riproduttore musicale      |
| a television/TV > the televisions/TVs                                   | la televisione                |
| an air conditioner > the air conditioners                               | il condizionatore (d'aria)    |
| a fridge > the fridges                                                  | il frigo                      |
| a freezer > the freezers                                                | i freezer/congelatore         |
| a router > the routers                                                  | il router                     |
| an antenna > the antenna                                                | l'antenna                     |
| a lamp > the lamp                                                       | la lampada                    |
| an electric torch > the electric torches                                | la torcia (elettrica)         |
| a radio > the radios                                                    | la radio                      |
| a camera > the cameras [!!! la stanza/camera: the room]                 | la fotocamera                 |
| a camcorder > the camcorders                                            | la videocamera                |
| a surveillance camera > the surveillance cameras                        | la telecamera di sorveglianza |
| a boiler > the boilers                                                  | la caldaia                    |
| an electrical plug/socket/outlet > the electrical plugs/sockets/outlets | la presa elettrica            |
| a washing machine > the washing machines                                | la lavatrice                  |
| a dishwasher > the dishwashers                                          | la lavastoviglie              |

### Parti del corpo
| Vocabolo (singolare > plurale)                                               | Traduzione                  |
| ---------------------------------------------------------------------------- | --------------------------- |
| a body > the bodies [!!! il cadavere: a corpse, a dead body]                 | il corpo                    |
| a head > the heads                                                           | la testa                    |
| an eye > the eyes                                                            | l'occhio                    |
| an ear > the ears                                                            | l'orecchio                  |
| a hair > the hair [sempre al singolare]                                      | i capelli                   |
| a nose > the noses                                                           | il naso                     |
| a mouth > the mouths                                                         | la bocca                    |
| a lip > the lips                                                             | il labbro                   |
| a tooth > the teeth                                                          | il dente                    |
| a tongue > the tongues [!!! un linguaggio > a language]                      | la lingua                   |
| a chin > the chins                                                           | il mento                    |
| a neck > the necks                                                           | il collo                    |
| a chest > the chests                                                         | il petto                    |
| a breast > the breasts; a boob/tit > the boobs/tits*                         | il seno (* volgare)         |
| an abdomen > the abdomens                                                    | l'addome                    |
| a genital organ > the genital organs                                         | l'organo genitale           |
| a penis > the penises; a cock/dick > the cocks/dicks*                        | il pene (* volgare)         |
| a vagina > the vaginas; a pussy/fanny > the pussies/fannies*                 | la vagina (* volgare)       |
| an arm > the arms [!!! un'arma > a weapon]                                   | il braccio                  |
| an elbow > the elbows                                                        | il gomito                   |
| a hand > the hands                                                           | la mano                     |
| a palm (of the hand) > the palms (of the hands) [!!! la palma > a palm tree] | il palmo (della mano)       |
| a finger > the fingers                                                       | il dito (della mano)        |
| a toe > the toes                                                             | il dito (del piede)         |
| a back > the backs                                                           | la schiena                  |
| a buttock > the buttocks the ass/arse/bottom > the asses/arses/bottoms*      | il fondoschiena (* volgare) |
| a hip > the hips                                                             | l'anca                      |
| a leg > the legs                                                             | la gamba                    |
| a thigh > the thighs                                                         | la coscia                   |
| a knee > the knees                                                           | il ginocchio                |
| a foot > the feet                                                            | il piede                    |
| a sole > the soles                                                           | la pianta del piede         |
| a heel > the heels (pure "scarpa col tacco")                                 | il tallone/calcagno         |
| a muscle > the muscles                                                       | i muscoli                   |
| a heart > the heart (la terra: the earth)                                    | il cuore                    |
| a brain > the brains                                                         | il cervello                 |
| a lung > the lungs                                                           | i polmoni                   |
| a stomach > the stomachs                                                     | lo stomaco                  |
| a kidney > the kidneys                                                       | i reni                      |
| a liver > the livers                                                         | il fegato                   |
| a nerve > the nerves                                                         | i nervi                     |
| a vein > the veins                                                           | la vena                     |

### Cibi (inclusa dei frutti e dolci), bevande, condimenti e ingredienti
| Vocabolo                                                   | Traduzione                              |
| ---------------------------------------------------------- | --------------------------------------- |
| the mineral water                                          | l'acqua minerale                        |
| the white wine                                             | il vino bianco                          |
| the draft beer                                             | la birra alla spina                     |
| the butter tea                                             | il tè al burro                          |
| the espresso (coffee)                                      | il caffè espresso                       |
| the cappuccino                                             | il cappuccino                           |
| the butter                                                 | il burro                                |
| the integral flour                                         | la farina integrale                     |
| the bread                                                  | il pane                                 |
| the spicy oil                                              | l'olio piccante                         |
| the white vinegar                                          | l'aceto bianco                          |
| the brown sugar                                            | lo zucchero di canna                    |
| the coarse salt                                            | il sale grosso                          |
| an egg > the eggs                                          | l'uovo                                  |
| a chocolate cake > the chocolate cakes                     | la torta di cioccolato                  |
| the partially skrimmed milk                                | il latte parzialmente scremato          |
| the spaghetti with tomato sauce                            | gli spaghetti con salsa di pomodoro     |
| the sushi nigiri                                           | il sushi nigiri                         |
| the sashimi                                                | il sashimi                              |
| the pizza margherita                                       | la pizza margherita                     |
| the meat (the pork meat); a steak > the steaks             | la carne (di porco/maiale); la bistecca |
| the fried potatoes with mayonnaise                         | la patate fritte con maionese           |
| the boiled/cooked vegetables                               | le verdure cotte                        |
| the bacon                                                  | il bacon                                |
| the ginger                                                 | lo zenzero/il ginger                    |
| a tomato > the tomatoes                                    | il pomodoro                             |
| an eggplant > the eggplants                                | la melanzana                            |
| a pumpkin > the pumpkins                                   | la zucca                                |
| the cheese                                                 | il formaggio (da "caseino")             |
| a sandwich/hot dog > the sandwiches/got dogs               | il panino/sandwich/hot dog              |
| the pepper                                                 | il pepe                                 |
| a chilli > the chillies                                    | il peperoncino/chili                    |
| an apple > the apples                                      | la mela                                 |
| a banana > the bananas                                     | la banana                               |
| a lemon > the lemons                                       | il limone                               |
| a pear > the pears                                         | la pera                                 |
| a pineapple > the pineapples                               | l'ananas                                |
| a carrot > the carrots                                     | la carota                               |
| a watermelon > the watermelons                             | l'anguria/cocomero                      |
| a kiwi > the kiwis                                         | il kiwi                                 |
| a raspberry > the raspberries                              | il lampone                              |
| a cherry > the cherries                                    | la ciliegia                             |
| a peach > the peaches [!!! pescare: fishing]               | la pesca                                |
| a cookie > the cookies (USA) a biscuit > the biscuits (UK) | il biscotto                             |
| a candy > the candies                                      | la caramella                            |
| the strawberry jam                                         | la marmellata di fragole                |
| the garlic                                                 | l'aglio                                 |
| an onion > the onions                                      | la cipolla                              |

### Animali
| Vocabolo (singolare > plurale)                   | Traduzione                  |
| ------------------------------------------------ | --------------------------- |
| a dog > the dogs; a bitch > the bitches (femm.)* | il cane (* anche insulto)   |
| a cat > the cats; a pussy > the pussies (femm.)* | il gatto (* anche metafora) |
| a duck > the ducks                               | il papero                   |
| a swan > the swans                               | il cigno                    |
| a fish > the fish [invariabile]                  | il pesce                    |
| a crab > the crabs                               | il granchio                 |
| a lobster > the lobsters                         | l'aragosta                  |
| an octopus > the octopuses                       | il polpo/polipo             |
| a lion > the lions                               | il leone                    |
| a bird > the birds                               | l'uccello                   |
| an eagle > the eagles                            | l'aquila                    |
| a tiger > the tigers                             | la tigre                    |
| a zebra > the zebras                             | la zebra                    |
| a giraffe > the giraffes                         | la giraffa                  |
| a camel > the camels                             | il cammello                 |
| a donkey > the donkeys                           | l'asino                     |
| a horse > the horses                             | il cavallo                  |
| a squirrel > the squirrels                       | lo scoiattolo               |
| a wolf > the wolves                              | il lupo                     |
| a bear > the bears                               | l'orso                      |
| a snake > the snakes                             | il serpente                 |
| a frog > the frogs; a toad > the toads           | la rana; il rospo           |
| a cow > the cows                                 | la mucca/vacca              |
| a bull > the bulls                               | il toro                     |
| a sheep > the sheep [invariabile]                | la capra                    |
| a pig > the pigs; a hog > the hogs               | il porco/maiale             |
| a fox > the foxes                                | la volpe                    |
| a spider > the spiders                           | il ragno                    |
| a mosquito > the mosquitoes                      | la mosca                    |
| a butterfly > the butterflies                    | la farfalla                 |
| a bee > the bees                                 | l'ape                       |
| a scorpion > the scorpions                       | lo scorpione                |
| a monkey > the monkeys                           | la scimmia                  |
| an elephant > the elephants                      | l'elefante                  |
| a rhino(cero) > the rhino(cero)s                 | il rinoceronte              |
| a panda > the pandas                             | il panda                    |
| an owl > the owls                                | il gufo                     |
| a crow > the crows                               | il corvo                    |
| a puppy > the puppies                            | il cucciolo                 |
| a cygnet > the cygnets                           | gli anatroccoli             |

### Elementi astronomici e simili
| Vocabolo (singolare > plurale)                           | Traduzione                       |
| -------------------------------------------------------- | -------------------------------- |
| a sun > the suns                                         | il sole                          |
| a moon > the moon                                        | la luna                          |
| a satellite > the satellites                             | il satellite (anche artificiale) |
| a star > the stars                                       | la stella                        |
| the sky                                                  | il cielo                         |
| the atmosphere                                           | l'atmosfera                      |
| a planet > the planets                                   | il pianeta                       |
| an asteroid > the asteroids a meteorite > the meteorites | l'asteroide; il meteorite        |
| (the planet) Mars                                        | (il pianeta) Marte               |
| a radiation > the radiations                             | la radiazione                    |
| a blackhole > the blackholes                             | il buco nero                     |
| the gravity                                              | la gravità                       |
| the space                                                | lo spazio                        |
| the time                                                 | il tempo                         |
| a spaceship > the spaceships                             | la nave spaziale                 |
| an alien > the aliens                                    | l'alieno                         |

### Nomi di scienze, arti e discipline
| Vocabolo                              | Traduzione                                   |
| ------------------------------------- | -------------------------------------------- |
| Medicine                              | Medicina                                     |
| Languages                             | Lingue                                       |
| Engineering                           | Ingegneria                                   |
| Architecture                          | Architettura                                 |
| Law                                   | Diritto/Legge/Giurisprudenza                 |
| Political Sciences                    | Scienze Politiche                            |
| Chemistry                             | Chimica                                      |
| Economics (and Finance)               | Economia (e Finanza)                         |
| Math(ematics) and Physics             | Matematica e Fisica                          |
| Informatics; Computer Sciences        | Informatica; Scienza dei computer            |
| Social Sciences                       | Scienze Sociali                              |
| Literature                            | Letteratura/Lettere                          |
| History                               | Storia                                       |
| Art                                   | Arte                                         |
| Musicology                            | Musicologia                                  |
| Philosophy                            | Filosofia                                    |
| Psychology                            | Psicologia                                   |
| the Philosophy Doctorate              | il dottorato di ricerca/il PhD               |
| the Master in Business Administration | il master in amministrazione aziendale/l'MBA |

### Stati principali e capitali
Sono indicati sotto alcuni stati principali e alcuni di quelli in cui si parlano alcune delle lingue principali nel mondo (spagnolo, portoghese, francese, swahili, arabo...).
| Stato                                            | Nome della capitale (italiano)        | Nome della capitale (inglese)     | Traduzione stato e popolo                                  |
| ------------------------------------------------ | ------------------------------------- | --------------------------------- | ---------------------------------------------------------- |
| Mexico                                           | Città del Messico                     | Mexico City                       | Messico > i messicani                                      |
| Argentina                                        | Buenos Aires                          | Buenos Aires                      | Argentina > gli argentini                                  |
| Ecuador                                          | Quito                                 | Quito                             | Ecuador > gli ecuadoriani/ecuadoregni                      |
| Colombia                                         | (Santa Fé de) Bogotà                  | (Santa Fé de) Bogotà              | Colombia > i colombiani                                    |
| Panama                                           | Panamà                                | Panama City                       | Panama > i panamensi                                       |
| Cuba                                             | L'Avana [spagnolo: La Havana]         | Havana                            | Cuba > i cubani                                            |
| Puerto Rico                                      | San Juan                              | San Juan                          | Puerto Rico > i puertoricani                               |
| the Caribbeans                                   | - - -                                 | - - -                             | i Caraibi > i caraibici (le Antille)                       |
| the Bahamas                                      | Nassau                                | Nassau                            | le Bahamas > i bahamiani                                   |
| Venezuela                                        | Caracas                               | Caracas                           | Venezuela > i venezuelani                                  |
| Chile                                            | Santiago del Chile                    | Santiago de Chile                 | Cile > i cileni                                            |
| Peru                                             | Lima                                  | Lima                              | Perù > i peruviani                                         |
| Paraguay                                         | Asunción                              | Asuncion                          | Paraguay > i paraguaiani                                   |
| Uruguay                                          | Montevideo                            | Montevideo                        | Uruguay > gli uruguaiani                                   |
| Brazil                                           | Brasilia                              | Brasilia                          | Brasile > i brasiliani                                     |
| Angola                                           | Luanda                                | Luanda                            | Angola > gli angolani                                      |
| Mozambique                                       | Maputo                                | Maputo                            | Mozambico > i mozambicani                                  |
| East Timor                                       | Dili                                  | Dili                              | Timor-Leste, Timor Est > i timore(n)si                     |
| Portugal                                         | Lisbona [portoghese: Lisboa]          | Lisbon                            | Portogallo > i portoghesi                                  |
| Italy                                            | Roma                                  | Rome                              | Italia > gli italiani                                      |
| Germany                                          | Berlino                               | Berlin                            | Germania > i tedeschi                                      |
| France                                           | Parigi                                | Paris                             | Francia > i francesi                                       |
| Belgium                                          | Bruxelles                             | Bruxelles                         | Belgio > i belgi                                           |
| Luxembourg                                       | Lussemburgo                           | Luxembourg                        | Lussemburgo > i lussemburghesi                             |
| Spain                                            | Madrid                                | Madrid                            | Spagna > gli spagnoli                                      |
| Romania                                          | Bucarest [romeno: București]          | Bucharest                         | Romania > i romeni/rumeni                                  |
| Greece                                           | Atene                                 | Athens                            | Grecia > i greci                                           |
| England                                          | Londra                                | London                            | Inghilterra > gli inglesi [United Kingdom: il Regno Unito] |
| Ireland                                          | Dublino                               | Dublin                            | Irlanda > gli irlandesi                                    |
| the United States of America                     | Washington (Distretto di Columbia)    | Washington (District of Columbia) | Stati Uniti d'America > gli statunitensi                   |
| Canada                                           | Ottawa                                | Ottawa                            | Canada > i canadesi                                        |
| Russia                                           | Mosca [russo: Moskva]                 | Moscow                            | Russia > i russi                                           |
| Ukraine                                          | Kiev                                  | Kiev                              | Ucraina > gli ucraini                                      |
| Saudi Arabia                                     | Riad [arabo: Riyaad]                  | Riad                              | Arabia Saudita > i sauditi                                 |
| the United Arab Emirates                         | Abu Dhabi [arabo: 'Abuu Zabiyy]       | Abu Dhabi                         | gli Emirati Arabi Uniti > gli emiratini                    |
| Egypt                                            | Il Cairo [arabo: 'al-Qaahira(t)]      | le Caire                          | Egitto > gli egiziani                                      |
| the Polinesian archipelago                       | - - -                                 | - - -                             | Arcipelago della Polinesia > i polinesiani                 |
| Indonesia                                        | Jakarta/Giacarta                      | Jakarta                           | Indonesia > gli indonesiani                                |
| the Philippines                                  | Manila                                | Manila                            | Filippine > i filippini                                    |
| Australia                                        | Canberra                              | Canberra                          | Australia > gli australiani                                |
| New Zealand                                      | Wellington                            | Wellington                        | Nuova Zelanda > i neozelandesi                             |
| Popular Republic of China (中华人民共和国, 中国) | Pechino/Beijing (hanzi: 北京 Beijing) | Peking                            | Repubblica Popolare Cinese > i cinesi                      |
| Japan (日本)                                     | Tokyo (kanji: 東京)                   | Tokyo                             | Giappone > i giapponesi                                    |
| South Korea (大韩民国, 韩国)                     | Seul (hanja: 首尔)                    | Seoul                             | Corea del Sud > i sudcoreani                               |
| North Korea (北韩)                               | Pyeongyang (hanja: 平壤)              | Pyeongyang                        | Corea del Nord > i nordcoreani                             |
| Vietnam (越南)                                   | Hanoi (chu' Nom: 河内)                | Hanoi                             | Vietnam > i vietnamiti                                     |
| Myanmar/Burma                                    | Naypyidaw ("nepidò")                  | Naypyidaw                         | Myanmar/Birmania > i birmani                               |
| Cambodia                                         | Phnom Penh                            | Phnom Penh                        | Cambogia > i cambogiani                                    |
| Thailand                                         | Bangkok                               | Bangkok                           | Thailandia > i thailandesi                                 |
| Mongolia                                         | Ulan Bator                            | Ulan Bator                        | Mongolia > i mongoli                                       |
| India                                            | Nuova Delhi                           | New Delhi                         | India > gli indiani                                        |
| Pakistan                                         | Islamabad                             | Islamabad                         | Pakistan > i pakistani/pachistani                          |
| Bangladesh                                       | Dhaka                                 | Dhaka                             | Bangladesh > i bengalesi                                   |
| Turkey [turkey: tacchino]                        | Ankara                                | Ankara                            | Turchia > i turchi                                         |
| Nigeria                                          | Abuja                                 | Abuja                             | Nigeria > i nigeriani                                      |
| Ethiopia                                         | Addis Abeba                           | Addis Ababa                       | Etiopia > gli etiopi                                       |
| Algeria                                          | Algeri                                | Algiers                           | Algeria > gli algerini                                     |
| Tanzania                                         | Dodoma                                | Dodoma                            | Tanzania > i tanzani                                       |
| Kenya                                            | Nairobi                               | Nairobi                           | Kenya > i kenioti/keniani                                  |
| Democratic Republic of Congo                     | Kinshasa                              | Kinshasa                          | Repubblica Democratica del Congo > i congolesi             |
| Madagascar                                       | Antananarivo                          | Antananarivo                      | Madagascar > i malgasci                                    |
| Cameroon                                         | Yaoundé                               | Yaoundé                           | Camerun > i camerunesi                                     |
| Niger                                            | Niamey                                | Niamey                            | Niger > i nigerini                                         |
| Burkina Faso                                     | Ouagadougou                           | Ouagadougou                       | Burkina Faso > i burkinabé                                 |
| Mali                                             | Bamako                                | Bamako                            | Mali > i maliani                                           |
| Senegal                                          | Dakar                                 | Dakar                             | Senegal > i senegalesi                                     |
| Chad                                             | N'Djamena                             | N'Djamena                         | Chad > i chadiani                                          |
| Rwanda                                           | Kigali                                | Kigali                            | Ruanda > i ruandesi                                        |
| Burundi                                          | Gitega                                | Gitega                            | Burundi > i burundesi                                      |
| Benin                                            | Porto Novo (; Cotonou)                | Porto Novo (; Cotonou)            | Benin > i beniniani/beninesi                               |
| Gabon                                            | Libreville                            | Libreville                        | Gabon > i gabonesi                                         |
| South Africa                                     | Pretoria                              | Pretoria                          | Sudafrica > i sudafricani                                  |
| the Seychelles archipelago                       | Victoria                              | Victoria                          | Seychelles > i seicellesi                                  |
| Vanuatu                                          | Port Vila                             | Port Vila                         | Vanuatu > i vanuatiani                                     |
| Haiti                                            | Port-au-Prince                        | Port-au-Prince                    | Haiti > gli haitiani                                       |

### Nomi di entità e organizzazioni sovranazionali e internazionali
| Organizzazione                                                       | Traduzione                                                                     |
| -------------------------------------------------------------------- | ------------------------------------------------------------------------------ |
| (the Organization of) the United Nations                             | l'Organizzazione delle Nazioni Unite                                           |
| the European Union                                                   | l'Unione Europea                                                               |
| the African Union                                                    | l'Unione Africana                                                              |
| the Federation of East Africa                                        | la Federazione dell'Africa orientale                                           |
| the North Atlantic Treaty Organization                               | l'Organizzazione del Trattato dell'Atlantico Settentrionale                    |
| the G7                                                               | il G7 (USA, UK, Italia, Francia, Germania, Canada; fino al 2014, Russia)       |
| the BRICS(T)                                                         | il BRICS(T) (Brasile +Russia +India +Cina +Sudafrica; +Turchia)                |
| the World Bank                                                       | la Banca Mondiale                                                              |
| the International Monetary Fund                                      | il Fondo Monetario Internazionale                                              |
| the Association of South-East Asian Nations                          | l'Associazione delle Nazioni del Sudest Asiatico                               |
| the World Health Organization                                        | l'Organizzazione Mondiale della Salute                                         |
| the World Trade Organization                                         | l'Organizzazione Mondiale del Commercio                                        |
| the International Criminal Police Organization                       | l'Organizzazione Internazionale della Polizia Criminale                        |
| the International Organisation of La Francophonie                    | l'Organizzazione Internazionale della Francofonia                              |
| the Community of Portuguese Language Countries                       | la Comunità di Paesi di Lingua Portoghese                                      |
| the Commonwealth of Nations                                          | il Commonwealth delle Nazioni                                                  |
| the International Red Cross and Red Crescent Movement                | il Movimento Internazionale della Croce Rossa e Mezzaluna Rossa                |
| the International Criminal Court                                     | la Corte Penale Internazionale                                                 |
| the United Nations Educational, Scientific and Cultural Organization | l'Organizzazione delle Nazioni Unite per l'Educazione, la Scienza e la Cultura |
| the United Nations Children's Fund                                   | il Fondo delle Nazioni Unite per l'Infanzia                                    |

### Aggettivi base (esclusi i colori)
| Vocabolo           | Traduzione        |
| ------------------ | ----------------- |
| beautiful          | bello             |
| nice, cute         | carino            |
| ugly               | brutto            |
| good               | buono             |
| bad; evil          | cattivo; malvagio |
| tasty              | buono/gustoso     |
| disgusting         | disgustoso        |
| insipid            | insipido          |
| tall               | alto (vivente)    |
| short              | basso (vivente)   |
| high               | alto (oggetto)    |
| low                | basso (oggetto)   |
| long               | lungo             |
| short              | corto             |
| big                | grande/grosso     |
| huge, enormous     | enorme            |
| small, little      | piccolo           |
| solid              | solido            |
| liquid             | liquido           |
| hard               | duro/difficile    |
| soft               | morbido           |
| sweet              | dolce             |
| salty              | salato            |
| bitter             | amaro             |
| spicy              | piccante          |
| easy               | facile            |
| difficult          | difficile         |
| hot                | caldo/sexy        |
| cold               | freddo            |
| sexy               | sensuale          |
| thick              | spesso            |
| thin               | sottile           |
| dense              | denso             |
| timid; shy         | timido            |
| intelligent; smart | intelligente      |
| stupid             | stupido           |
| fast; quick        | veloce            |
| slow               | lento             |
| brave; corageous   | coraggioso        |
| skilled            | abile             |
| angry              | arrabbiato        |
| sad                | triste            |
| happy              | felice/allegro    |
| slim; skinny       | magro             |
| fat(ty)            | grasso            |
| rich               | ricco             |
| poor               | povero            |
| new                | nuovo             |
| innovative         | innovativo        |
| old                | vecchio           |

### Colori
| Vocabolo      | Traduzione                                     |
| ------------- | ---------------------------------------------- |
| white         | Bianco                                         |
| black         | Nero                                           |
| red           | Rosso                                          |
| pink          | Rosa                                           |
| orange        | Arancione                                      |
| yellow        | Giallo                                         |
| green         | Verde                                          |
| blue          | Blu                                            |
| light blue    | Azzurro                                        |
| purple        | Viola (la viola: the violet, strumento/pianta) |
| grey          | Grigio                                         |
| brown         | Marrone                                        |
| coffee colour | Color caffè                                    |
| gold colour   | Color oro (golden= d'oro)                      |

### Categorie grammaticali
| Vocabolo (singolare > plurale)                                                      | Traduzione                                 |
| ----------------------------------------------------------------------------------- | ------------------------------------------ |
| a determinative and indeterminative article > the [...] articles                    | l'articolo determinato e indeterminativo   |
| an adjective > the adjectives                                                       | l'aggettivo                                |
| the masculine and feminine gender                                                   | il genere maschile e femminile             |
| a simple and articulated preposition > the [...] prepositions                       | la preposizione semplice e articolata      |
| a transitive and intransitive verb > the [...] verbs                                | il verbo transitivo e intransitivo         |
| a principal and auxiliary verb > the [...] verbs                                    | il verbo principale e ausiliare            |
| a personal and demonstrative pronoun > the [...] pronouns                           | il pronome personale e dimostrativo        |
| the singular and plural number                                                      | il numero singolare e plurale              |
| a direct and indirect object > the [...] objects                                    | il soggetto e oggetto diretto              |
| a complement > the complements [!!! un complimento: a compliment > the compliments] | il complemento                             |
| the active and passive diathesis                                                    | la diatesi attiva e passiva                |
| an ordinal and cardinal number > the [...] numbers                                  | il numero ordinale e cardinale             |
| a coordinating and subordinating conjunction > the [...] conjunctions               | la congiunzione coordinante e subordinante |
| an adverb > the adverbs                                                             | l'avverbio                                 |
| a modal and phrasal verb > the [...] verbs                                          | i verbi frasali e modali                   |
| a regular and irregular verb > the [...] verbs                                      | il verbo regolare e irregolare             |

#### Avverbi/espressioni di tempo (inclusi i mesi e i giorni della settimana)
(Attenzione alle preposizioni e alle iniziali maiuscole laddove presenti)
| Vocabolo                                 | Traduzione                                   |
| ---------------------------------------- | -------------------------------------------- |
| now, at the moment; in this moment       | ora/adesso; in questo momento                |
| a short time ago, a little while ago     | poco fa                                      |
| just                                     | appena                                       |
| two minutes/hours/weeks/months/years ago | due minuti/ore/giorni/settimane/mesi/anni fa |
| yesterday (morning/afternoon/evening)    | ieri (mattina/pomeriggio/sera)               |
| yesterday at middady/midnight            | ieri a mezzogiorno/mezzanotte                |
| last night                               | la scorsa notte                              |
| today                                    | oggi                                         |
| this morning                             | questa mattina                               |
| this afternoon                           | questo pomeriggio                            |
| at midday/noon                           | a mezzogiorno                                |
| this evening                             | questa sera/stasera                          |
| tonight                                  | stanotte                                     |
| on Monday                                | il/di lunedì                                 |
| on Tuesday                               | il martedì                                   |
| on Wednesday                             | il mercoledì                                 |
| on Thurday                               | il giovedì                                   |
| on Friday                                | il venerdì                                   |
| on Saturday                              | il sabato                                    |
| on Sunday                                | la domenica                                  |
| in the weekend; this weekend             | nel weekend; questo weekend                  |
| every Sunday (morning)                   | ogni domenica (mattina)                      |
| last Monday/weekend/month/year           | il lunedì/il weekend/il mese/l'anno scorso   |
| last week/summer                         | la settimana/l'estate scorsa                 |
| tomorrow (morning/afternoon/evening)     | domani (mattina/pomeriggio/sera)             |
| this time                                | questa volta                                 |
| last time                                | la scorsa volta                              |
| next time                                | la prossima volta                            |
| in spring                                | in primavera                                 |
| in summer                                | d'estate/in estate                           |
| in autumn                                | d'autunno/in autunno                         |
| in winter                                | d'inverno/in inverno                         |
| in January                               | a gennaio                                    |
| in February                              | a febbraio                                   |
| in March                                 | a marzo                                      |
| in April                                 | ad aprile                                    |
| in May                                   | a maggio                                     |
| in June                                  | a giugno                                     |
| in July                                  | a luglio                                     |
| in August                                | ad agosto                                    |
| in September                             | a settembre                                  |
| in October                               | a ottobre                                    |
| in November                              | a novembre                                   |
| in December                              | a dicembre                                   |
| in October 2010                          | nell'ottobre (del) 2010                      |
| on 10th October 2010                     | il 10 ottobre 2010                           |
| in the summer of 2010                    | nell'estate del 2010                         |

In inglese i nomi di vari giorni della settimana derivano da nomi di divinità germaniche: Tuesday da Týr, dio della guerra; Wednesday da Wotan-Odino, suprema divinità dei cieli e dio dell'oltretomba; Thursday da Thor dio del fulmine e del tuono; Friday da Freia dea dell'amore, della bellezza e della fecondità. Monday viene da "moon" (luna), Saturday dal nome del dio Saturno; Sunday da "sun" (sole).

### Avverbi di frequenza e espressioni di frequenza
| Avverbio                          | Traduzione                                           |
| --------------------------------- | ---------------------------------------------------- |
| always                            | sempre                                               |
| nearly always                     | quasi sempre                                         |
| (quite/very) often                | (piuttosto/molto) spesso                             |
| sometimes; from time to time      | qualche volta/talvolta/ogni tanto; di tanto in tanto |
| rarely                            | raramente                                            |
| hardly ever                       | quasi mai                                            |
| never                             | mai                                                  |
| once a day/week/month/year        | una volta al giorno/settimana/mese/l'anno            |
| twice a day/week/month/year       | due volte al giorno/settimana/mese/l'anno            |
| three times a day/week/month/year | tre volte al giorno/settimana/mese/l'anno            |
| everyday/week/month/year          | ogni giorno/settimana/mese/anno                      |

Gli avverbi di frequenza si pongono fra il soggetto ed il verbo o fra l'ausiliare ed il verbo e sempre dopo il verbo to be.
Esempi. I rarely meet my uncle John. I'm often tired. I have always seen war films.

### Avverbi
- L'avverbio di modo si forma in inglese aggiungendo il suffisso -ly all'aggettivo corrispondente (Es.: easy = facile; easily = facilmente. Deep = profondo; deeply = profondamente. Quick = veloce; quickly = velocemente).
- L'avverbio corrispondente all'aggettivo good è well (= bene). Fast (veloce), hard (duro, difficile) e late (tardo, inoltrato) sono aggettivi, ma anche avverbi (velocemente, duramente, in ritardo). Lately significa recently; hardly = very little, almost not. Hardly ever = almost never (quasi mai).
- Altri avverbi: enough = abbastanza; too = troppo; quite = abbastanza[77]; rather = piuttosto.
- Still (ancora) si usa generalmente in frasi affermative e si mette tra il soggetto e il verbo o dopo l'ausiliare / modale. (Esempi. Do you still want to move in with him? = vuoi ancora andare a vivere con lui?. She is still in bed = è ancora a letto.[78]
- Yet (non ancora si usa in frasi interrogative e negative, ma si mette alla fine di frase. (Esempi. "Have you finished your homework yet? " "No, I haven't finished yet / not yet" = "non avete ancora finito i compiti? No, non abbiamo ancora finito".
- Se in una frase ci sono un avverbio di tempo e uno di luogo, in inglese si mette prima quello di luogo. Se c'è anche un avverbio di modo, si deve seguire l'ordine modo + luogo + tempo. (Esempio: I met him there yesterday = l'ho incontrato là ieri. She has done her homework hastily here today = ha fatto i compiti in fretta qui oggi.).
- Non...più si traduce no longer, not any longer, not any more. (Esempio: I don't want to see him any more (o: any longer).).
- Then e afterward(s) significano "poi, in seguito".
- Now significa "ora". Con questo avverbio di tempo si trovano le seguenti espressioni: now or never (adesso o mai!); by now (a quest'ora, ormai); every now and again o every now and then (ogni tanto); from now on (d'ora i poi); right now (proprio adesso); till (o until o up to) now (finora).

### Numeri cardinali in inglese
I numeri in inglese funzionano in modo piuttosto meccanico e quelli da 0 a 20 inclusi vanno imparati a memoria, insieme alle decine e alle migliaia. L'illustrazione generica sul funzionamento dei numeri arriva fino ai trilioni.
| Numero (in cifre)   | Lettura (in inglese)                                      |
| ------------------- | --------------------------------------------------------- |
| 0                   | zero                                                      |
| 1                   | one                                                       |
| 2                   | two                                                       |
| 3                   | three                                                     |
| 4                   | four                                                      |
| 5                   | five                                                      |
| 6                   | six                                                       |
| 7                   | seven                                                     |
| 8                   | eight                                                     |
| 9                   | nine                                                      |
| 10                  | ten                                                       |
| 11                  | eleven                                                    |
| 12                  | twelve                                                    |
| 13                  | thirteen                                                  |
| 14                  | fourteen                                                  |
| 15                  | fifteen                                                   |
| 16                  | sixteen                                                   |
| 17                  | seventeen                                                 |
| 18                  | eighteen                                                  |
| 19                  | nineteen                                                  |
| 20                  | twenty                                                    |
| 21                  | twenty-one                                                |
| 22                  | twenty-two                                                |
| 23                  | twenty-three                                              |
| 24                  | twenty-four                                               |
| 25                  | twenty-five                                               |
| 26                  | twenty-six                                                |
| 27                  | twenty-seven                                              |
| 28                  | twenty-eight                                              |
| 29                  | twenty-nine                                               |
| 30                  | thirty                                                    |
| 40                  | fourty                                                    |
| 50                  | fifty                                                     |
| 60                  | sixty                                                     |
| 70                  | seventy                                                   |
| 80                  | eighty                                                    |
| 90                  | ninety                                                    |
| 100                 | one hundred                                               |
| 101                 | one hundred and one                                       |
| 102                 | one hundred and two                                       |
| 103                 | one hundred and three                                     |
| 104                 | one hundred and four                                      |
| 105                 | one hundred and five                                      |
| 106                 | one hundred and six                                       |
| 107                 | one hundred and seven                                     |
| 108                 | one hundred and eight                                     |
| 109                 | one hundred and nine                                      |
| 110                 | one hundred and ten                                       |
| 111                 | one hundred and eleven                                    |
| 112                 | one hundred and twelve                                    |
| 113                 | one hundred and thirteen                                  |
| 114                 | one hundred and fourteen                                  |
| 115                 | one hundred and fifteen                                   |
| 116                 | one hundred and sixteen                                   |
| 117                 | one hundred and seventeen                                 |
| 118                 | one hundred and eighteen                                  |
| 119                 | one hundred and nineteen                                  |
| 120                 | one hundred and twenty                                    |
| 121                 | one hundred and twenty-one                                |
| 122                 | one hundred and twenty-two                                |
| 123                 | one hundred and twenty-three                              |
| 124                 | one hundred and twenty-four                               |
| 125                 | one hundred and twenty-five                               |
| 126                 | one hundred and twenty-six                                |
| 127                 | one hundred and twenty-seven                              |
| 128                 | one hundred and twenty-eight                              |
| 129                 | one hundred and twenty-nine                               |
| 130                 | one hundred and thirty                                    |
| 140                 | one hundred and fourty                                    |
| 150                 | one hundred and fifty                                     |
| 160                 | one hundred and sixty                                     |
| 170                 | one hundred and seventy                                   |
| 180                 | one hundred and eighty                                    |
| 190                 | one hundred and ninety                                    |
| 200                 | two hundred                                               |
| 250                 | two hundred and fifty                                     |
| 300                 | three hundred                                             |
| 350                 | three hundred and fifty                                   |
| 400                 | four hundred                                              |
| 450                 | four hundred and fifty                                    |
| 500                 | five hundred                                              |
| 550                 | five hundred and fifty                                    |
| 600                 | six hundred                                               |
| 650                 | six hundred and fifty                                     |
| 700                 | seven hundred                                             |
| 750                 | seven hundred and fifty                                   |
| 800                 | eight hundred                                             |
| 850                 | eight hundred and fifty                                   |
| 900                 | nine hundred                                              |
| 950                 | nine hundred and fifty                                    |
| 1000                | one thousand                                              |
| 1001                | one thousand and one                                      |
| 1002                | one thousand and two                                      |
| 1003                | one thousand and three                                    |
| 1004                | one thousand and four                                     |
| 1005                | one thousand and five                                     |
| 1006                | one thousand and six                                      |
| 1007                | one thousand and seven                                    |
| 1008                | one thousand and eight                                    |
| 1009                | one thousand and nine                                     |
| 1010                | one thousand and ten                                      |
| 1011                | one thousand and eleven                                   |
| 1020                | one thousand and twenty                                   |
| 1030                | one thousand and thirty                                   |
| 1040                | one thousand and fourty                                   |
| 1050                | one thousand and fifty                                    |
| 1060                | one thousand and sixty                                    |
| 1070                | one thousand and seventy                                  |
| 1080                | one thousand and eighty                                   |
| 1090                | one thousand and ninety                                   |
| 1100                | one thousand and one hundred                              |
| 1200                | one thousand and two hundred                              |
| 1250                | one thousand two hundred and fifty                        |
| 1300                | one thousand three hundred                                |
| 1350                | one thousand three hundred and fifty                      |
| 1400                | one thousand and four hundred                             |
| 1450                | one thousand four hundred and fifty                       |
| 1500                | one thousand and five hundred                             |
| 1550                | one thousand five hundred and fifty                       |
| 1600                | one thousand and six hundred                              |
| 1650                | one thousand six hundred and fifty                        |
| 1700                | one thousand and seven hundred                            |
| 1750                | one thousand seven hundred and fifty                      |
| 1800                | one thousand and eight hundred                            |
| 1850                | one thousand eight hundred and fifty                      |
| 1900                | one thousand and nine hundred                             |
| 1950                | one thousand nine hundred and fifty                       |
| 2000                | two thousand                                              |
| 2500                | two thousand and five hundred                             |
| 3000                | three thousand                                            |
| 3500                | three thousand and five hundred                           |
| 4000                | four thousand                                             |
| 4500                | four thousand and five hundred                            |
| 5000                | five thousand                                             |
| 5500                | five thousand and five hundred                            |
| 6000                | six thousand                                              |
| 6500                | six thousand and five hundred                             |
| 7000                | seven thousand                                            |
| 7500                | seven thousand and five hundred                           |
| 8000                | eight thousand                                            |
| 8500                | eight thousand and five hundred                           |
| 9000                | nine thousand                                             |
| 9500                | nine thousand and five hundred                            |
| 10.000              | ten thousand                                              |
| 10.500              | ten thousand and five hundred                             |
| 15.000              | fifteen thousand                                          |
| 20.000              | twenty thousand                                           |
| 25.000              | twenty-five thousand                                      |
| 30.000              | thirty thousand                                           |
| 35.000              | thirty-five thousand                                      |
| 40.000              | fourty thousand                                           |
| 45.000              | fourty-five thousand                                      |
| 50.000              | fifty thousand                                            |
| 55.000              | fifty-five thousand                                       |
| 60.000              | sixty thousand                                            |
| 65.000              | sixty-five thousand                                       |
| 70.000              | seventy thousand                                          |
| 75.000              | seventy-five thousand                                     |
| 80.000              | eighty thousand                                           |
| 85.000              | eighty-five thousand                                      |
| 90.000              | ninety thousand                                           |
| 95.000              | ninety-five thousand                                      |
| 100.000             | one hundred thousand                                      |
| 150.000             | one hundred and fifty thousand                            |
| 200.000             | two hundred thousand                                      |
| 250.000             | two hundred and fifty thousand                            |
| 300.000             | thirty hundred thousand                                   |
| 350.000             | thirty hundred and fifty thousand                         |
| 400.000             | four hundred thousand                                     |
| 450.000             | four hundred and fifty thousand                           |
| 500.000             | five hundred thousand                                     |
| 550.000             | five hundred and fifty thousand                           |
| 600.000             | six hundred thousand                                      |
| 650.000             | six hundred and fifty thousand                            |
| 700.000             | seven hundred thousand                                    |
| 750.000             | seven hundred and fifty thousand                          |
| 800.000             | eight hundred thousand                                    |
| 850.000             | eight hundred and fifty thousand                          |
| 900.000             | nine hundred thousand                                     |
| 950.000             | nine hundred and fifty thousand                           |
| 1.000.000           | one million                                               |
| 1.500.000           | one million and five hundred thousand                     |
| 2.000.000           | two million                                               |
| 3.000.000           | three million                                             |
| 4.000.000           | four million                                              |
| 5.000.000           | five million                                              |
| 6.000.000           | six million                                               |
| 7.000.000           | seven million                                             |
| 8.000.000           | eight million                                             |
| 9.000.000           | nine million                                              |
| 10.000.000          | ten million                                               |
| 15.000.000          | fifteen million                                           |
| 20.000.000          | twenty million                                            |
| 25.000.000          | twenty-five million                                       |
| 30.000.000          | thirty million                                            |
| 40.000.000          | fourty million                                            |
| 50.000.000          | fifty million                                             |
| 60.000.000          | sixty million                                             |
| 70.000.000          | seventy million                                           |
| 80.000.000          | eighty million                                            |
| 90.000.000          | ninety million                                            |
| 100.000.000         | one hundred million                                       |
| 150.000.000         | one hundred and fifty million                             |
| 200.000.000         | two hundred million                                       |
| 300.000.000         | three hundred million                                     |
| 400.000.000         | four hundred million                                      |
| 500.000.000         | five hundred million                                      |
| 600.000.000         | six hundred million                                       |
| 700.000.000         | seven hundred million                                     |
| 800.000.000         | eight hundred million                                     |
| 900.000.000         | nine hundred million                                      |
| 1.000.000.000       | one billion                                               |
| 1.500.000.000       | one billion and five hundred million                      |
| 1.600.500.000       | one billion six hundred million and five hundred thousand |
| 2.000.000.000       | two billion                                               |
| 3.000.000.000       | three billion                                             |
| 4.000.000.000       | four billion                                              |
| 5.000.000.000       | five billion                                              |
| 6.000.000.000       | six billion                                               |
| 7.000.000.000       | seven billion                                             |
| 8.000.000.000       | eight billion                                             |
| 9.000.000.000       | nine billion                                              |
| 10.000.000.000      | ten billion                                               |
| 15.000.000.000      | fifteen billion                                           |
| 20.000.000.000      | twenty billion                                            |
| 30.000.000.000      | thirty billion                                            |
| 40.000.000.000      | fourty billion                                            |
| 50.000.000.000      | fifty billion                                             |
| 60.000.000.000      | sixty billion                                             |
| 70.000.000.000      | seventy billion                                           |
| 80.000.000.000      | eighty billion                                            |
| 90.000.000.000      | ninety billion                                            |
| 100.000.000.000     | one hundred billion                                       |
| 150.000.000.000     | one hundred and fifty billion                             |
| 200.000.000.000     | two hundred billion                                       |
| 300.000.000.000     | three hundred billion                                     |
| 400.000.000.000     | four hundred billion                                      |
| 500.000.000.000     | five hundred billion                                      |
| 600.000.000.000     | six hundred billion                                       |
| 700.000.000.000     | seven hundred billion                                     |
| 800.000.000.000     | eight hundred billion                                     |
| 900.000.000.000     | nine hundred billion                                      |
| 1.000.000.000.000   | one trillion                                              |
| 1.500.000.000.000   | one trillion and five hundred billion                     |
| 1.500.600.000.000   | one trillion five hundred billion and six hundred million |
| 2.000.000.000.000   | two trillion                                              |
| 3.000.000.000.000   | three trillion                                            |
| 4.000.000.000.000   | four trillion                                             |
| 5.000.000.000.000   | five trillion                                             |
| 6.000.000.000.000   | six trillion                                              |
| 7.000.000.000.000   | seven trillion                                            |
| 8.000.000.000.000   | eight trillion                                            |
| 9.000.000.000.000   | nine trillion                                             |
| 10.000.000.000.000  | ten trillion                                              |
| 15.000.000.000.000  | fifteen trillion                                          |
| 20.000.000.000.000  | twenty trillion                                           |
| 25.000.000.000.000  | twenty-five trillion                                      |
| 30.000.000.000.000  | thirty trillion                                           |
| 40.000.000.000.000  | fourty trillion                                           |
| 50.000.000.000.000  | fifty trillion                                            |
| 60.000.000.000.000  | sixty trillion                                            |
| 70.000.000.000.000  | seventy trillion                                          |
| 80.000.000.000.000  | eighty trillion                                           |
| 90.000.000.000.000  | ninety trillion                                           |
| 100.000.000.000.000 | one hundred trillion                                      |
| 150.000.000.000.000 | one hundred and fifty trillion                            |
| 200.000.000.000.000 | two hundred trillion                                      |
| 300.000.000.000.000 | three hundred trillion                                    |
| 400.000.000.000.000 | four hundred trillion                                     |
| 500.000.000.000.000 | five hundred trillion                                     |
| 600.000.000.000.000 | six hundred trillion                                      |
| 700.000.000.000.000 | seven hundred trillion                                    |
| 800.000.000.000.000 | eight hundred trillion                                    |
| 900.000.000.000.000 | nine hundred trillion                                     |